# Diepholz

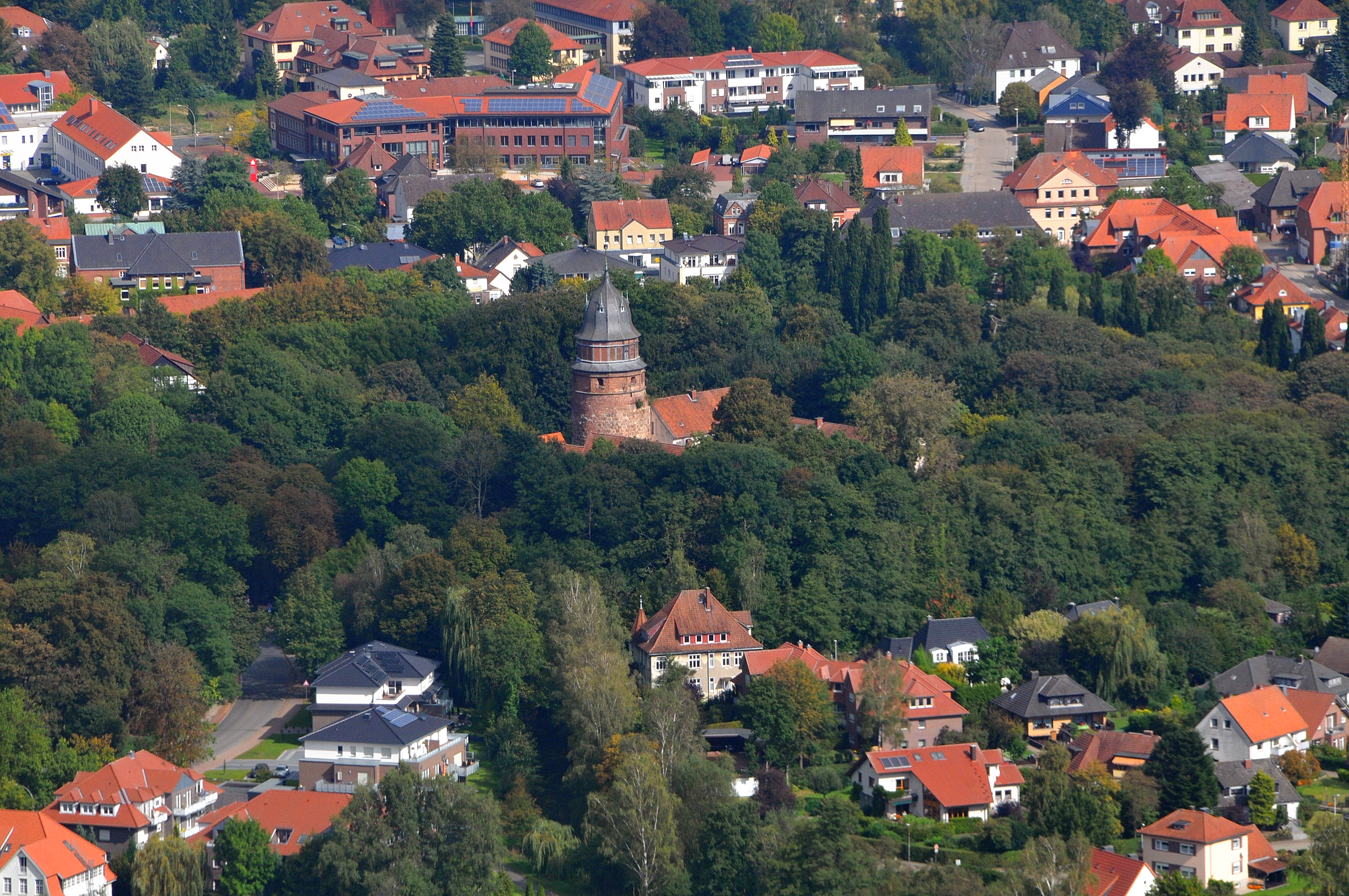
Blick von oben auf Diepholz mit Schloss im Mittelpunkt

Diepholz (Plattdeutsch Deefholt) ist die Kreisstadt und viertgrößte Gemeinde des gleichnamigen Landkreises im ehemaligen Regierungsbezirk Hannover in Niedersachsen. Seit 1994 gehört Diepholz zusammen mit Damme, Lohne und Vechta dem Städtequartett an.

## Geographie

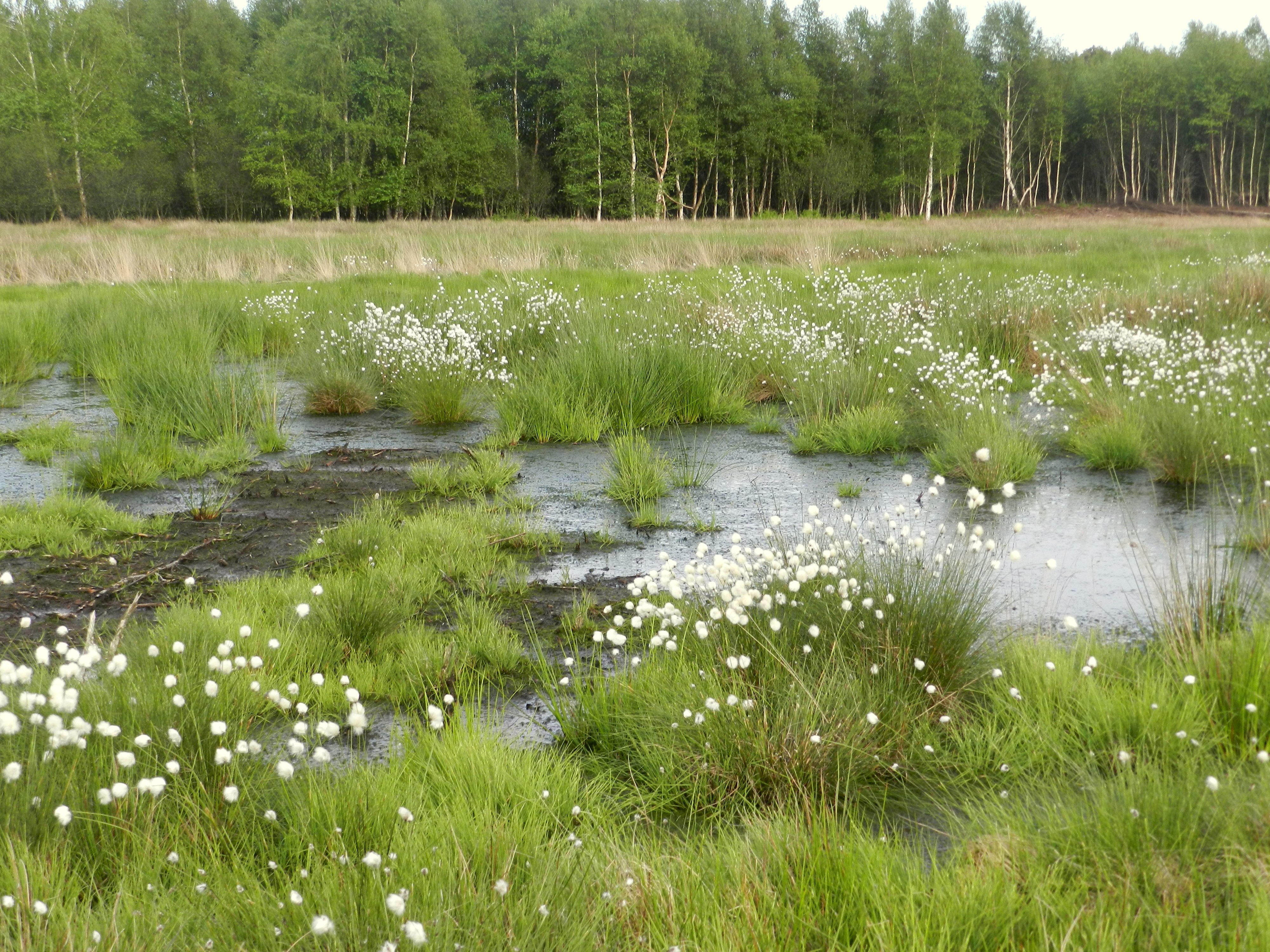
Wollgrasblüte im Diepholzer Moor

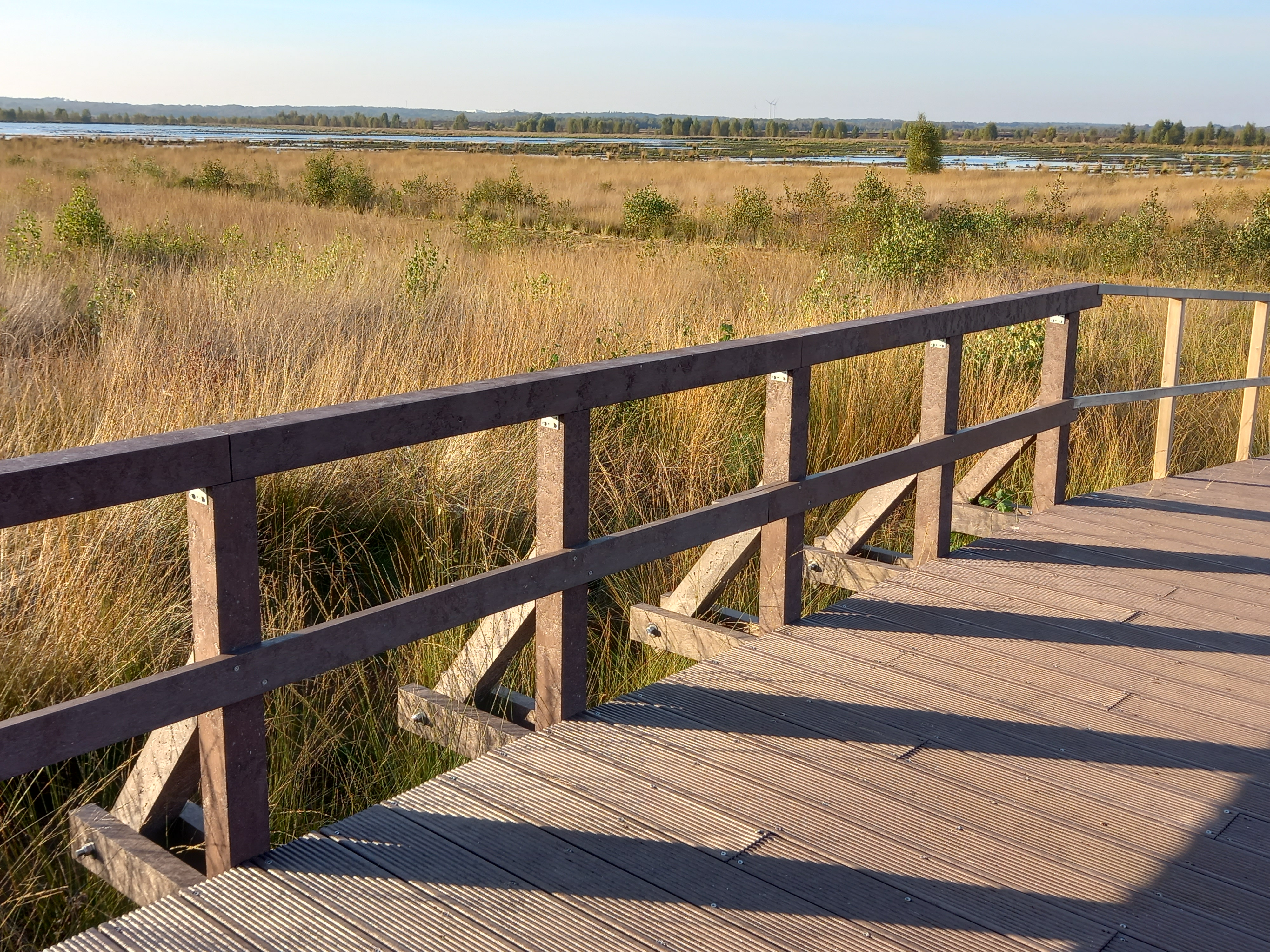
Der 2021 eröffnete „Moorsteg“ bei Lindloge

### Geographische Lage
Diepholz liegt mittig zwischen Bremen (65 km im Nordosten), Oldenburg (70 km im Nordwesten) und Osnabrück (50 km im Südwesten). Es befindet sich nordöstlich der Dammer Berge und nördlich des Dümmers in der Diepholzer Moorniederung. Diepholz ist die viertgrößte Stadt im gleichnamigen Landkreis.

### Flüsse
Mehrere Flüsse strömen aus Richtung Süden, vom Dümmer ausgehend, durchs Moor und anschließend durch Diepholz. Die Stadt wird eng eingeschlossen von den Flüssen Hunte (westlich) und Strothe (östlich). Die Stadt wird von der Lohne durchquert, welche sich im Stadtkern in der Nähe des Rathauses in die Vorder- und die Hinterlohne aufspaltet. Beide Flussarme vereinigen sich nach kurzer Strecke wieder und werden danach Flöthe genannt.
Östlicher fließt die Grawiede. Ein weiterer stadtnaher Fluss ist die Wätering, Nebenfluss der Hunte, der aber auf einem kurzen Streckenabschnitt seinen Namen nach der Mündung in die Hunte beibehält. Diesen Namen führt der Fluss erst wieder ab der Vereinigung mit der Flöthe. Von dort ab wird der Fluss bis zu seiner Mündung in die Weser Hunte genannt.

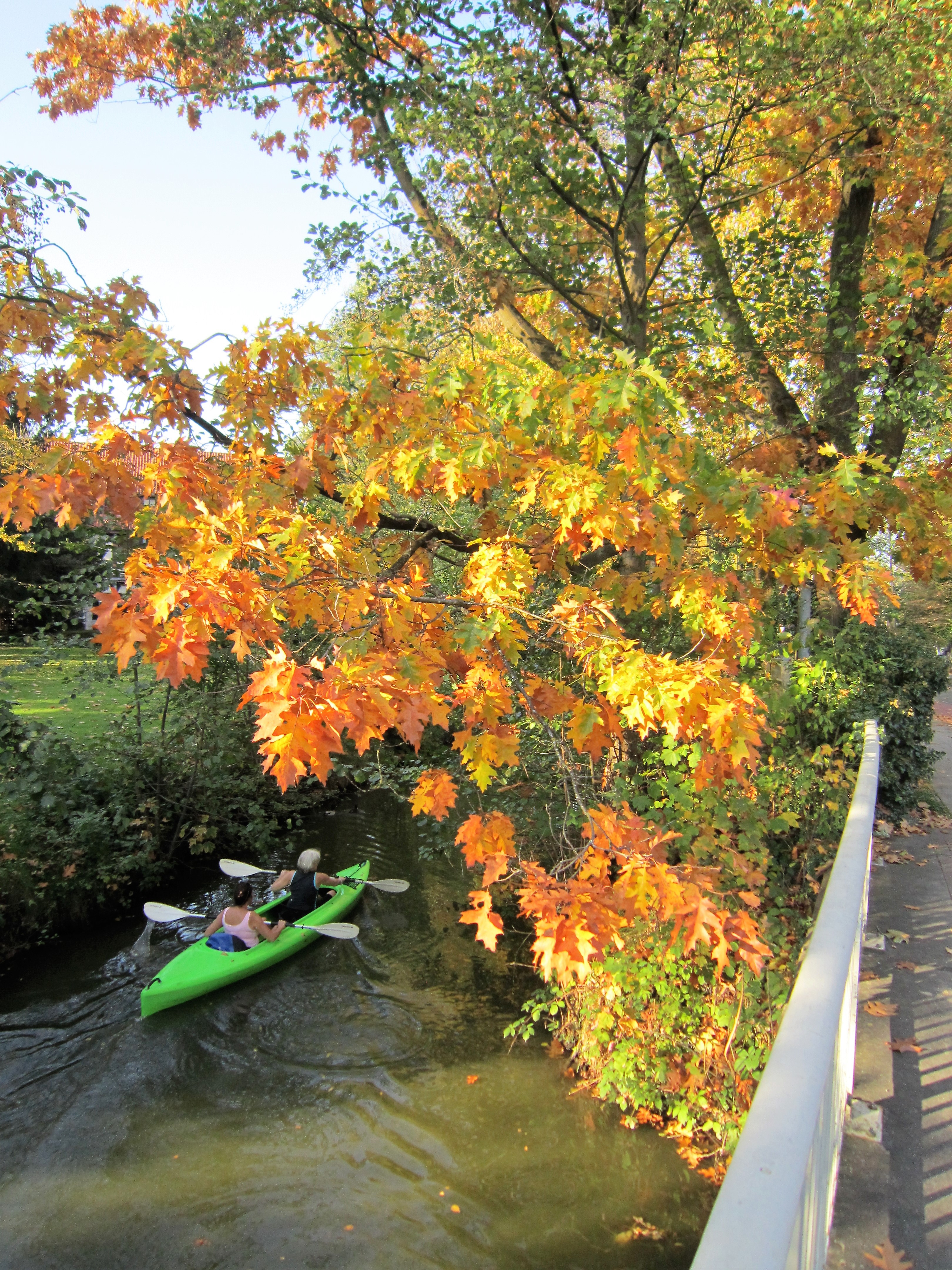
Kanutinnen auf der Lohne oberhalb der Münte
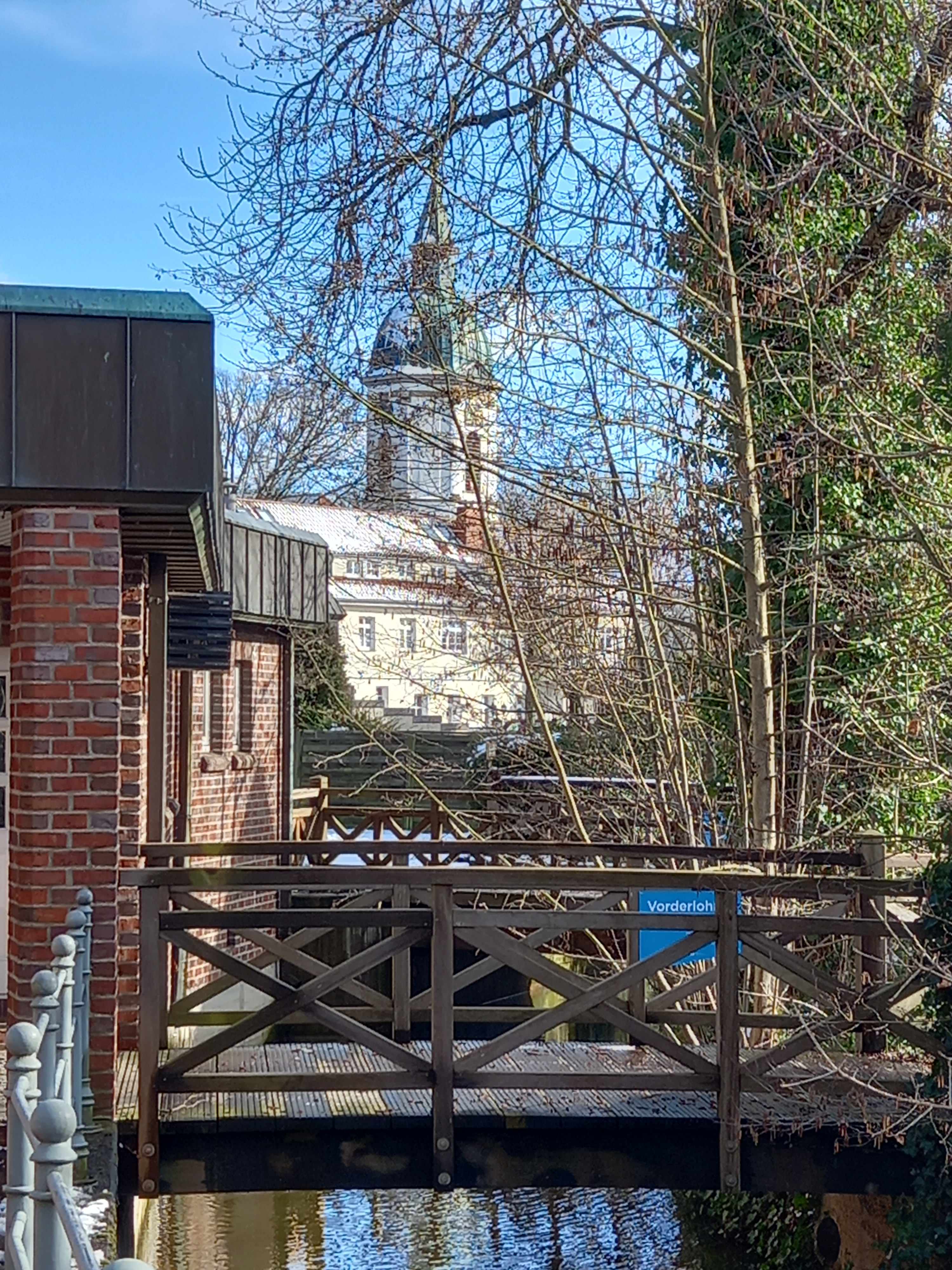
Brückenreiche Vorderlohne bei der Gänsemarktpassage

### Nachbargemeinden
Zu den Nachbarstädten und -gemeinden zählen drei Städte und zwei Gemeinden des Landkreises Vechta.
| Vechta 15 km       | Drebber 8 km                                | Bremen 65 km               |
| Lingen (Ems) 80 km | Kompassrose, die auf Nachbargemeinden zeigt | Nienburg/Weser 62 km       |
| Osnabrück 51 km    | Lemförde 18 km                              | Lübbecke (via B 239) 50 km |

Des Weiteren grenzt Diepholz an Drebber im Norden, Steinfeld im Westen, an Wetschen im Osten sowie im Süden an Lemförde und Hüde.

### Stadtgliederung
Diepholz besteht aus der Kernstadt Diepholz (44,59 km²), welche mehrere Stadtteile umfasst, sowie seit der Gemeindereform im Jahr 1974 den eingemeindeten Ortsteilen Aschen (32,01 km²), Sankt Hülfe (15,75 km²) und Heede (12,12 km²).

## Klima
In Diepholz herrscht ein durch feuchte Nordwestwinde von der Nordsee beeinflusstes gemäßigtes Seeklima mit milden Wintern, warmen Sommern und ganzjährig gleichmäßig verteilten, mäßigen Niederschlägen. Die Sommer sind häufig trocken und sonnig, während im Winter gelegentlich Schnee fällt.
Im Jahre 2023 betrug die durchschnittliche Temperatur 11,2 °C. Sie ist tendenziell steigend. Sie betrug in den letzten zehn Jahren durchschnittlich 10,6 °C und in den letzten 100 Jahren waren es durchschnittlich 9,2 °C.
Zwischen Mai und August kann mit durchschnittlich 20–25 Sommertagen (klimatologische Bezeichnung für Tage, an denen die Maximaltemperatur 25 °C übersteigt) gerechnet werden.
Es gibt je nach Messmethode und Definition durchschnittlich etwa 1627–2275 Sonnenstunden pro Jahr.
Es fällt jährlich ca. 700 mm Niederschlag.

## Geschichte

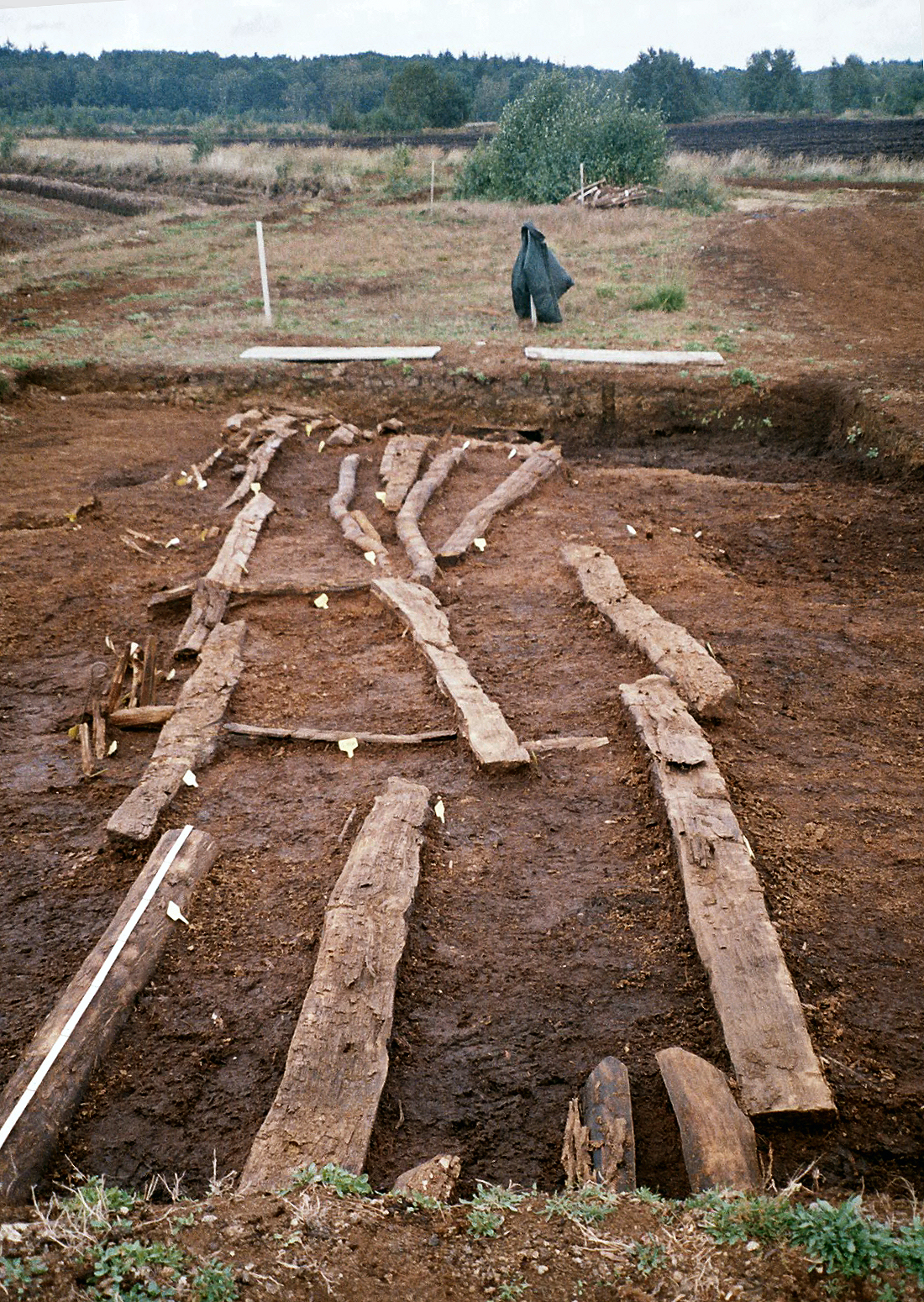
Reste eines vorgeschichtlichen Moorwegs im Aschener Moor

Der Ursprung der Stadt Diepholz geht auf die Edelherren de Thefholte zurück, die im 10./11. Jahrhundert in der Umgebung eine Wasserburg errichteten.
Der Name Diepholz leitet sich vermutlich vom altsächsischen devern (zittern, beben) ab und bezeichnete die schwankende Bewegung des mit Holz besetzten Moorbodens. Der Name wandelte sich von Thefholte über Deefholt zu Diepholz (siehe auch Grafschaft Diepholz).
1380 verlieh Johann III. von Diepholz seinen Bürgern das Osnabrücker Stadtrecht. 1531 nahmen die Diepholzer Herrscher den Grafentitel an, nachdem sie die Lehnshoheit der Herzöge von Braunschweig-Lüneburg angenommen hatten. Das Geschlecht der Diepholzer Grafen starb 1585 aus. Deshalb fiel das Gebiet an das Herzogtum Braunschweig-Lüneburg. Nicht jedoch das Amt Auburg, welches die Diepholzer Grafen schon 1523 den Landgrafen von Hessen-Kassel als Lehen übertragen hatten. Im 18. und 19. Jahrhundert bildete Diepholz zusammen mit der Grafschaft Hoya eine Provinz des Kurfürstentums Hannover, später Königreichs Hannover.
Die Burg war bis zum Tod des letzten Grafen deren Residenz. Erbaut im 10. Jahrhundert, wurde sie im Dreißigjährigen Krieg teilweise zerstört und später durch Herzog Christian-Ludwig von Lüneburg-Celle wieder aufgebaut. Der 43 m hohe Schlossturm ist bis heute erhalten geblieben. Seit 1852 ist die Anlage Sitz des Amtsgerichts.

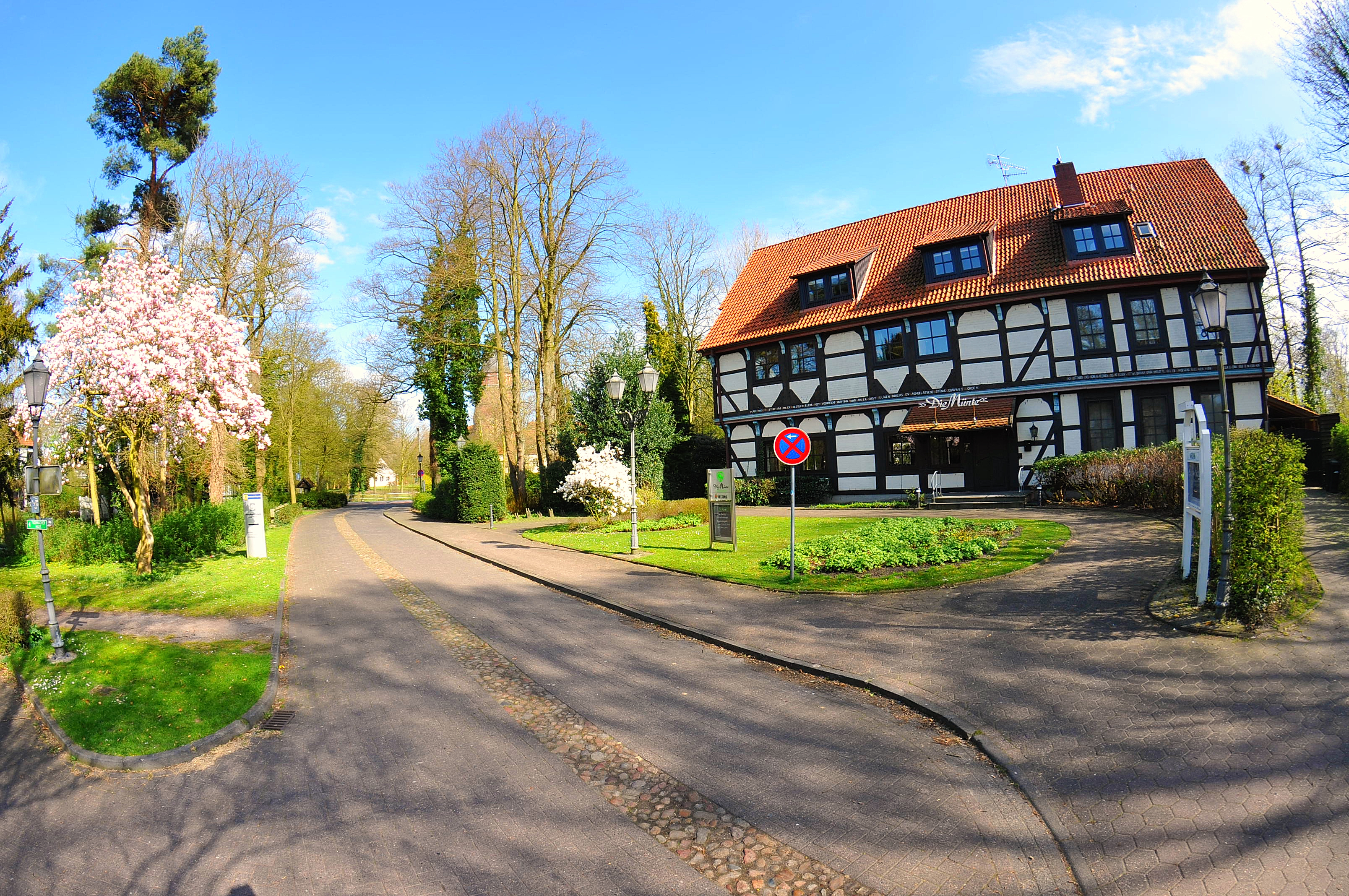
Alte Münte Diepholz; heute Sitz der Kreismusikschule sowie Jugendfreizeittreff

Ebenfalls von besonderer geschichtlicher Bedeutung ist die Alte Münte Diepholz als ehemalige gräfliche Münzstätte.

Es ist nicht gesichert, ob die Münzstätte der Edelherren und der Grafen von Diepholz auch da gestanden hat, wo heute das „Münte“ genannte Gebäude steht. Sicher ist, dass Münzen mit dem Wappen und dem Namen der Grafen von Diepholz geprägt wurden. Sie tragen das Wappen von Diepholz und nennen den Namen des Grafen sowie ihre Herkunft mit MONETA DEPHOLT oder MONETA WESTER (eine Nebenmünzstätte in Wester-Drebber, dem heutigen Mariendrebber).
Die Prägung begann im ersten Drittel des 14. Jahrhunderts, als Hohlpfennige aus Bremen nachgeahmt wurden. Ab der Mitte des 14. Jahrhunderts wurden Sware geprägt, die Münzen der Bischöfe von Münster zum Vorbild hatten. In einer zweiten Prägeperiode wurden dann Münzen aus Sachsen, Böhmen und der Witte des Wendischen Münzvereins nachgeahmt. Diese Prägeperiode begann etwa um 1490, sie endete etwa um 1530, als der angestellte Münzmeister Lambert Vlemynck Diepholz wieder verließ.
Die 1835 erbaute Synagoge wurde von den Nationalsozialisten am 9. November 1938 in der Reichspogromnacht zerstört. 1933 waren in Diepholz 48 jüdische z. T. sehr angesehene Gemeindemitglieder ansässig. Bis 1942 wurden die letzten von ihnen über Ahlem nach Warschau oder Theresienstadt deportiert.
Während des Zweiten Weltkrieges wurde die Stadt mehrfach Ziel alliierter Bombenangriffe.
Nach dem Krieg war ein starkes Bevölkerungswachstum der Stadt zu verzeichnen, da viele Vertriebene aus den ehemaligen Ostgebieten Deutschlands hier angesiedelt wurden.
Über einen langen Zeitraum orientierten sich die Diepholzer als „Hannoveraner“ (im Königreich bzw. im Regierungsbezirk Hannover) in Richtung Osten zum mehr als 100 km entfernten Hannover. Seit ihrem Beitritt zum Städtequartett 1994 und verstärkt nach der Auflösung der Regierungsbezirke in Niedersachsen 2004 versucht die Stadt Diepholz, sich von dem Standortnachteil der großen Entfernung nach Hannover zu lösen, indem sich die zwischen Weser und Ems gelegene Stadt, ihrer geographischen Lage entsprechend, stärker in Richtung Oldenburg, Bremen und Osnabrück orientiert. Diepholz liegt in der Mitte der Eisenbahnlinie zwischen Bremen und Osnabrück. Beide Städte sowie darüber hinaus Oldenburg sind leicht über Autobahnen zu erreichen. Diepholz liegt in der 2005 gegründeten Metropolregion Nordwest.
Der Fund der ägyptisierenden Diepholzer Mumie 2013 sorgte für überregionales Aufsehen.

## Eingemeindungen
Am 1. März 1974 wurden die Gemeinden Aschen, Heede und Sankt Hülfe eingegliedert.

## Politik

### Stadtrat
- Grüne: 4
- Linke: 1
- SPD: 9
- CDU: 12
- FDP: 4
- AfD: 2

Der Rat der Stadt Diepholz besteht aus 32 Mitgliedern. Dies ist die festgelegte Anzahl für eine Gemeinde mit einer Einwohnerzahl zwischen 15.001 und 20.000 Einwohnern. Die Ratsmitglieder werden durch eine Kommunalwahl für jeweils fünf Jahre gewählt. Neben den 32 in der Gemeinderatswahl gewählten Mitgliedern ist außerdem der hauptamtliche Bürgermeister im Rat stimmberechtigt.
Aus dem Ergebnis der Kommunalwahl 2021 ergab sich folgende Sitzverteilung:
- CDU: 12 Sitze
- SPD: 9 Sitze
- FDP: 4 Sitze
- GRÜNE: 4 Sitze
- LINKE: 1 Sitz
- AfD: 2 Sitze (nur einer konnte besetzt werden)

### Bürgermeister
Am 10. Juni 2018 wurde Florian Marré (parteilos), unterstützt von der CDU und FDP, mit 50,65 % der Stimmen in einer Stichwahl zum Bürgermeister gewählt, als Nachfolger von Thomas Schulze.

### Wappen
Blasonierung: Die Stadt führt als Wappen auf goldenem Schild einen senkrecht gestellt schreitenden, golden gekrönten, roten Löwen.

### Städtepartnerschaften
Diepholz hat die beiden Partnerstädten Thouars (Frankreich) und Starogard Gdański (Preußisch Stargard) (Polen).

## Kultur und Sehenswürdigkeiten
Siehe auch Liste der Baudenkmale in Diepholz (Kernstadt Diepholz 50 Baudenkmale, gesamte Stadt Diepholz 74).

### Schloss Diepholz

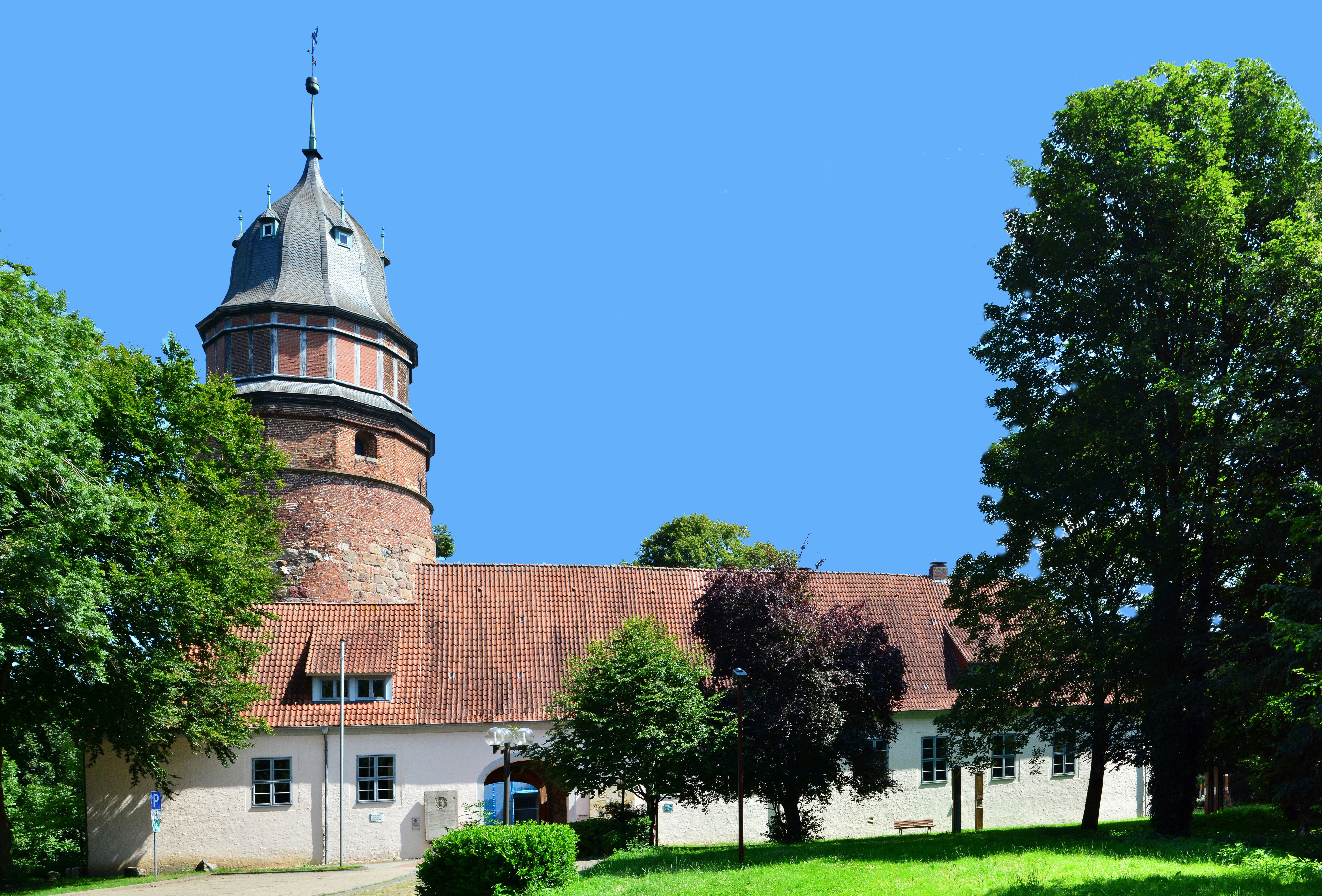
Schloss Diepholz

Das Schloss Diepholz entstand aus einer 1233 erstmals erwähnten Wasserburg. Danach erlitt es vielfache Zerstörungen durch Brände und Kriegseinwirkungen. Es wurde mehrfach wieder aufgebaut. Während des Dreißigjährigen Krieges war es eine Burg, die 1637 zerstört wurde. Herzog Christian Ludwig von Lüneburg-Celle ließ das Schloss um 1660 auf den Grundmauern wiederherstellen. Der Schlossturm erhielten dabei sein heutiges Aussehen, die Nebengebäude um 1837 und 1877. Nach dem Aussterben des Grafengeschlechts war das Schloss keine Residenz mehr.
Bis 1723 beherbergte es die Landdrosten, später die Amtmänner und andere Beamte. Außerdem diente es den Herzögen und Kurfürsten von Celle bzw. Hannover als Jagdschloss.
1852 entstand hier das noch bestehende Amtsgericht Diepholz. 1885 zog in den alten Rittersaal des Westflügels das neugebildete Landratsamt ein, bis 1954 in der Niedersachsenstraße das neue Kreishaus errichtet wurde.

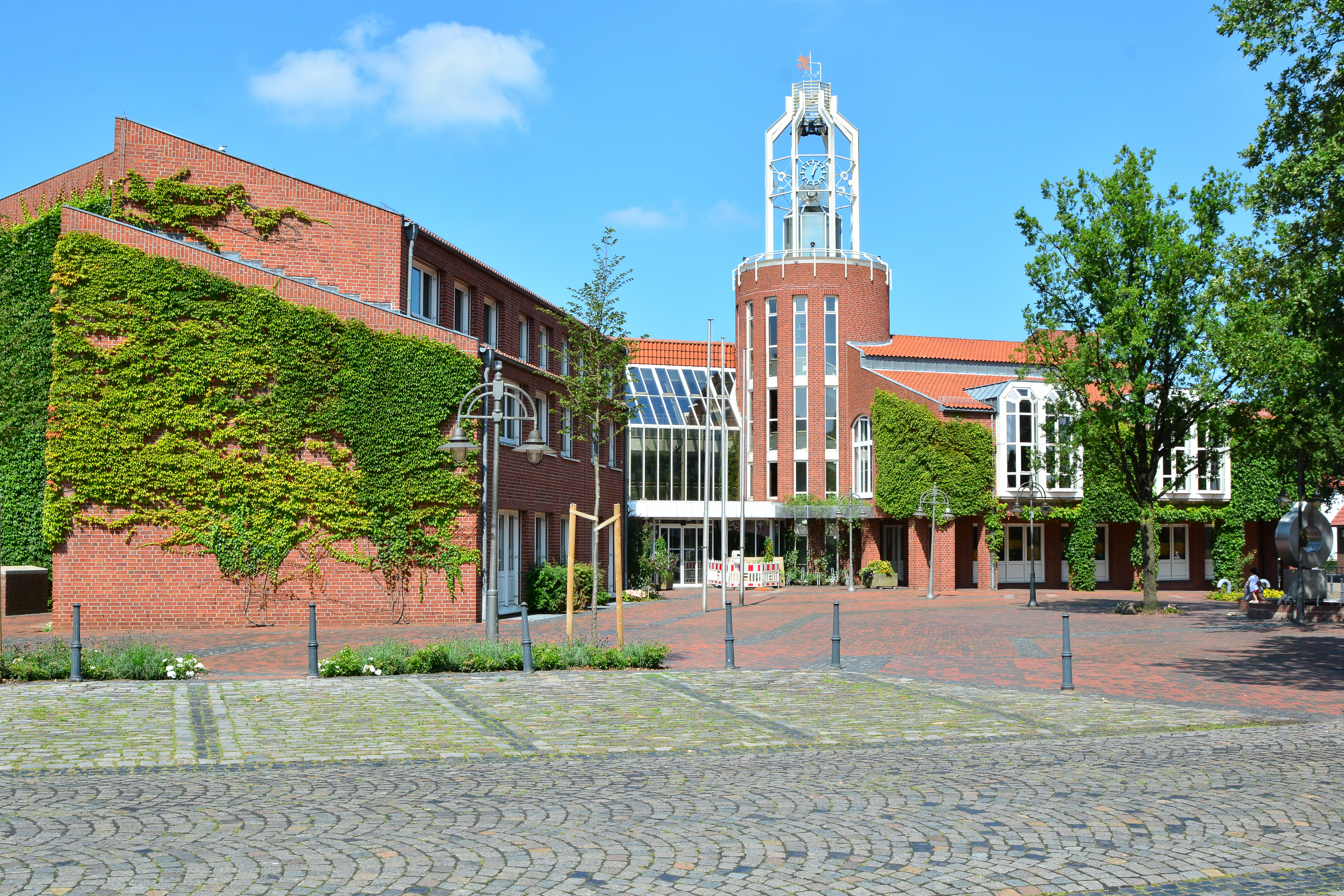
Diepholzer Rathaus
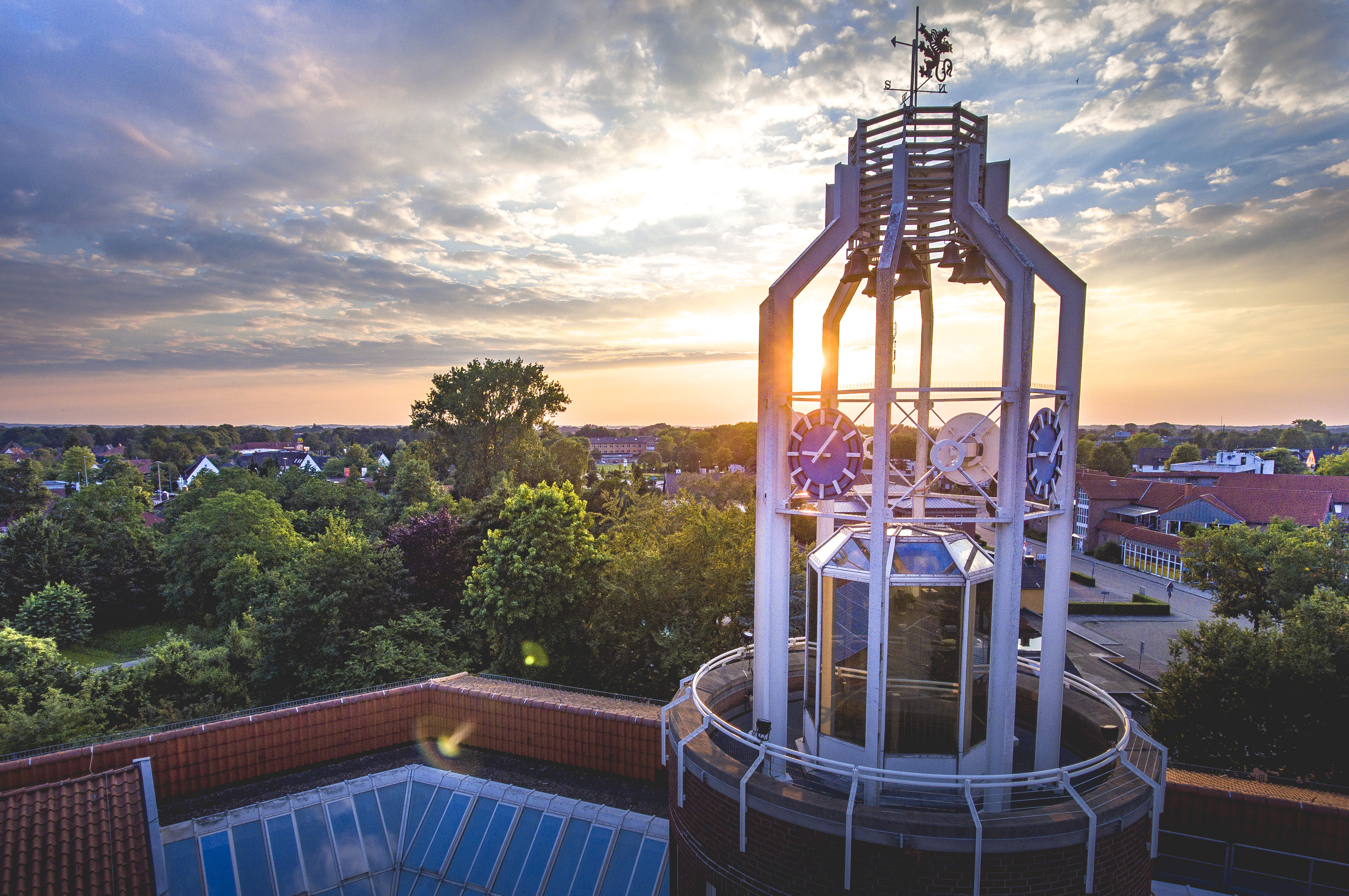
Sonnenuntergang am Rathausturm des neuen Rathauses
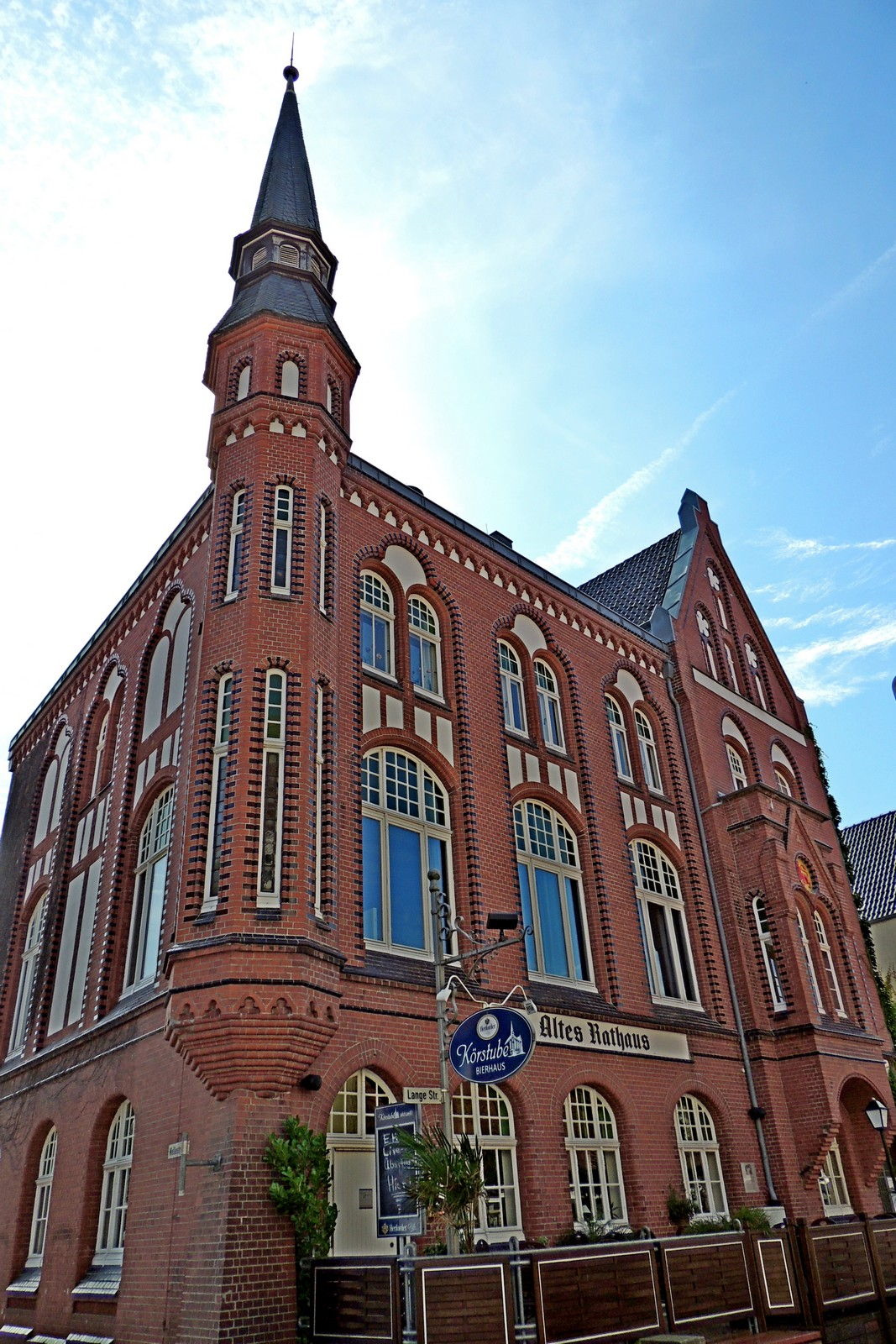
Das Alte Rathaus in der Langen Straße
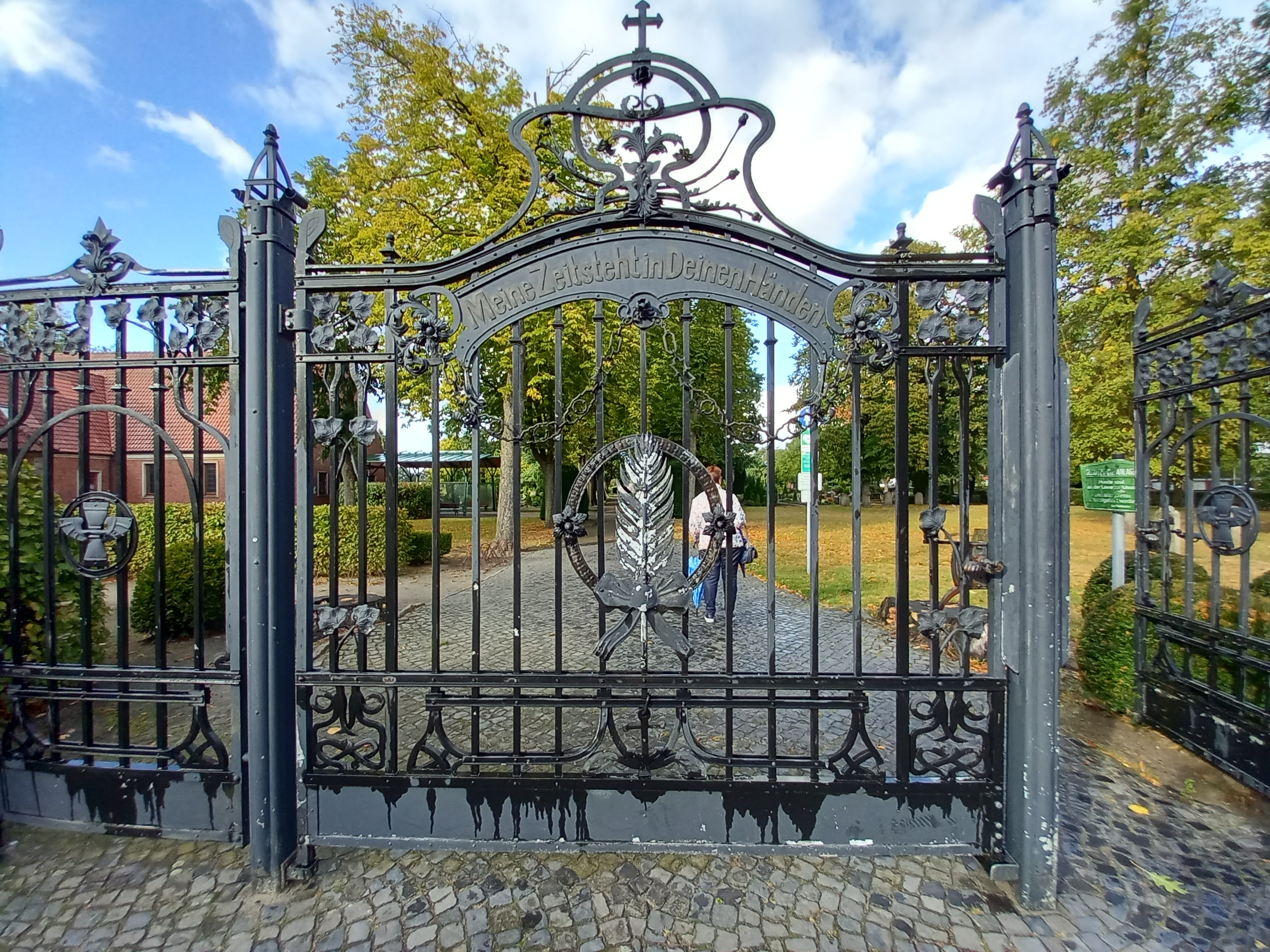
Eingangstor zum Städtischen Friedhof

### Rittergut Falkenhardt

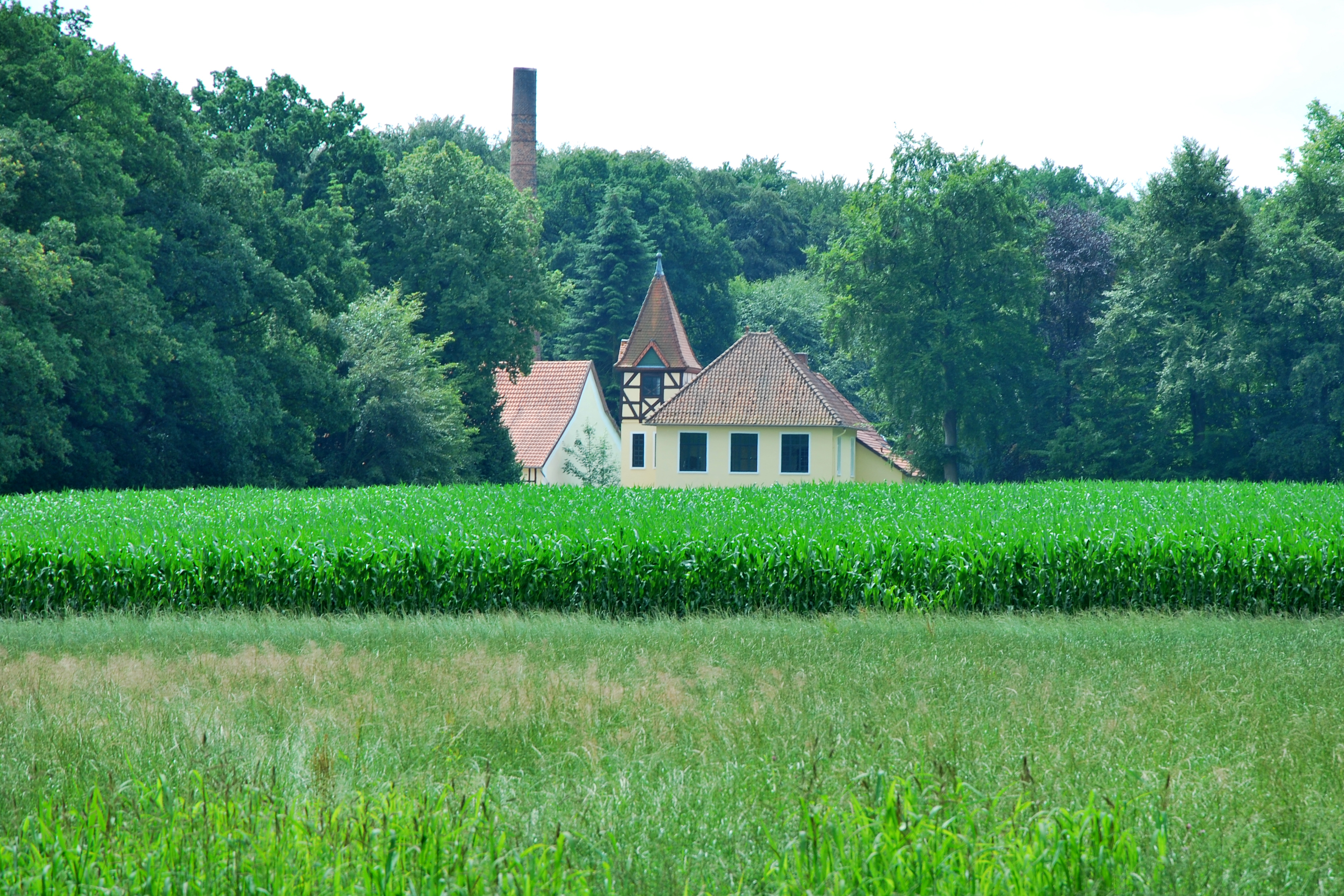
Rittergut Falkenhardt, aus Richtung Norden betrachtet

Unmittelbar an der Bundesstraße 69 liegt im gleichnamigen Stadtteil das Rittergut Falkenhardt. Die Anlage wurde 1608 als Gutshof gebaut und 1619 zum landständigen Gut (Rittergut). Es wechselte mehrmals den Eigentümer. Die markanten Türme des Eingangsbereiches wurden 1915 errichtet.
1945 residierte Feldmarschall Bernard Montgomery als Oberbefehlshaber der britischen Besatzungsmacht hier für kurze Zeit. Bis 2014 war das Gut im Besitz der Familie von Wagner, die dort die Spiritus- und Presshefefabrik Rittergut Falkenhardt betrieb. 2014 wurde das Gut an einen Unternehmer aus Heede verkauft, der es in eine Event Location verwandelte.

### Theater
In Diepholz befindet sich ein Theatergebäude mit rund 550 Plätzen. Das Gebäude befindet sich in direkter Nachbarschaft zu dem Berufsbildungszentrum im Schulzentrum. Die Aufführungen werden hauptsächlich vom Kulturring Diepholz organisiert und finden zumeist im Winterhalbjahr statt. Während des Sommers wird das Theater von Zeit zu Zeit anderweitig genutzt, so finden z. B. die Entlassung der Abiturienten oder die Begrüßung der neuen Schüler der Graf-Friedrich-Schule im Theater statt.

### Altes Rathaus
Das Alte Rathaus, Langen Straße 12, wurde 1904/05 errichtet an der Stelle eines Vorgängerbaus von 1789. Der Bau stellt architektonisch eine Weiterentwicklung des preußisch-deutschen Baustils für Bahnhöfe, Schulen, Rathäuser, Postämter und Kasernen jener Jahre dar. Der späte Historizismus zeigt sich in der Anlehnung an mittelalterliche Formen wie Fünfpass, Erker, Türmchen, backsteingotischer  Giebelabschluss, Rundbögen, Korbbögen, gemäßigte Spitzbögen usw. 1985 wurde ein neues Rathauses am Rathausmarkt gebaut.

### Museen
- Technikmuseum Diepholz-Heede im Ortsteil Heede, mit Schwerpunkten Bügeleisen/Bügeltechnik, Radio/Rundfunktechnik, Uhren, Klempnerei
- Diepholzer Heimatmuseum im Diepholzer Schloss
- Heimatmuseum Aschen im Ortsteil Aschen

### Sehenswerte Bauwerke
- Wohnhaus Lange Straße 35 klassizistisches  Fachwerkhaus, Geburtshaus der  Juristin Frieda Duensing (1864–1921), Wegbereiterin der Sozialen Arbeit
- Wohnhaus Lange Straße 38 klassizistische Gebäude von 1805
- Burgmannshof Diepholz in Fachwerk mit Ursprung wohl aus der zweiten Hälfte des 16. Jahrhunderts, Vorgängerbau durch Sanierungen vollständig überformt
- Wohnhaus Bahnhofstraße 26 (Villa Prinzhorn) von um 1890, heute Hotel
- Wohnhaus Hindenburgstraße 57 (Villa) von um 1900, heute Feuer- und Rettungsleitstelle des Kreises
- Alte Realschule Bahnhofstraße 11 von 1900

### Parks

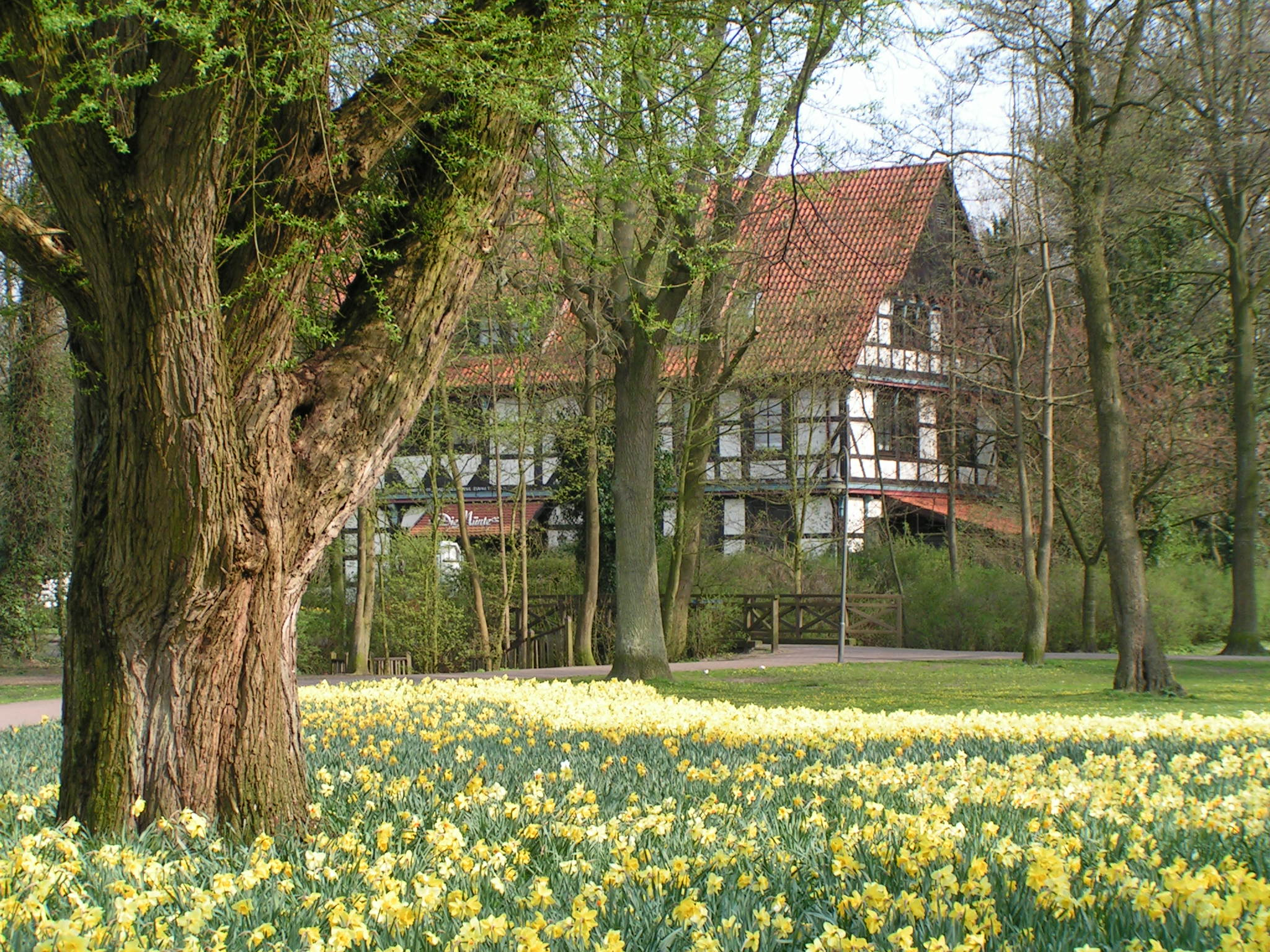
Müntepark, im Hintergrund die Münte

Am Diepholzer Freibad liegt der Müntepark mit Rasenflächen und einer Minigolfanlage. In der Nähe befindet sich der Schlosspark, in dessen Mitte das Diepholzer Schloss steht. 2012 wurde im Schlosspark südlich der Schlossmauer ein Rosengarten angelegt.

### Kunst im öffentlichen Raum
- Brunnen Magnetfeld 86 – Countdown 9-0 von Hans-Albert Walter (Diepholz; 1925–2005) beim Rathaus, Edelstahl, 1986
- Innenstadt, Gänsemarktpassage (Lange Straße)
  - Diepholzer Gänse von Heike Walter, Bronzeskulptur, 1988,
  - Sumsestein und Elefant aus Naturstein,  1999
- Gänsebrunnen von Karl-Heinz Friedrich, Bronze,  1987, bei der Kreissparkasse
- Der Münzer von Hans Gerd Ruwe  bei der Kreissparkasse, Bronzeskulptur, 1990
- Edelstahl-Skulptur von Herbert Bodzin bei der Berufsschule
- Brunnen Dynamisches Zeichen von Hans-Albert Walter, bei der Klinik Diepholz, 1991, Edelstahl
- Skulpturenpfads Diepholz/Dümmer seit 2005:[13]  Mehrere Skulpturen stehen westlich der Bundesstraße 51 an einem Feldweg am linken Ufer der Wätering. Die Lücken am Pfad werden später mit weiteren Skulpturen bestückt. 2016 wurde der Pfad in Richtung Lemförde verlängert.
- Stahlseilskulptur Die ewige Weisheit von Kang Mu Xiang (Taiwan) bei der Kirche St. Nicolai[14]
- Bronzeskulptur Der Denker von Inka Uzoma (2015) im Rosengarten beim Schloss Diepholz.[15]

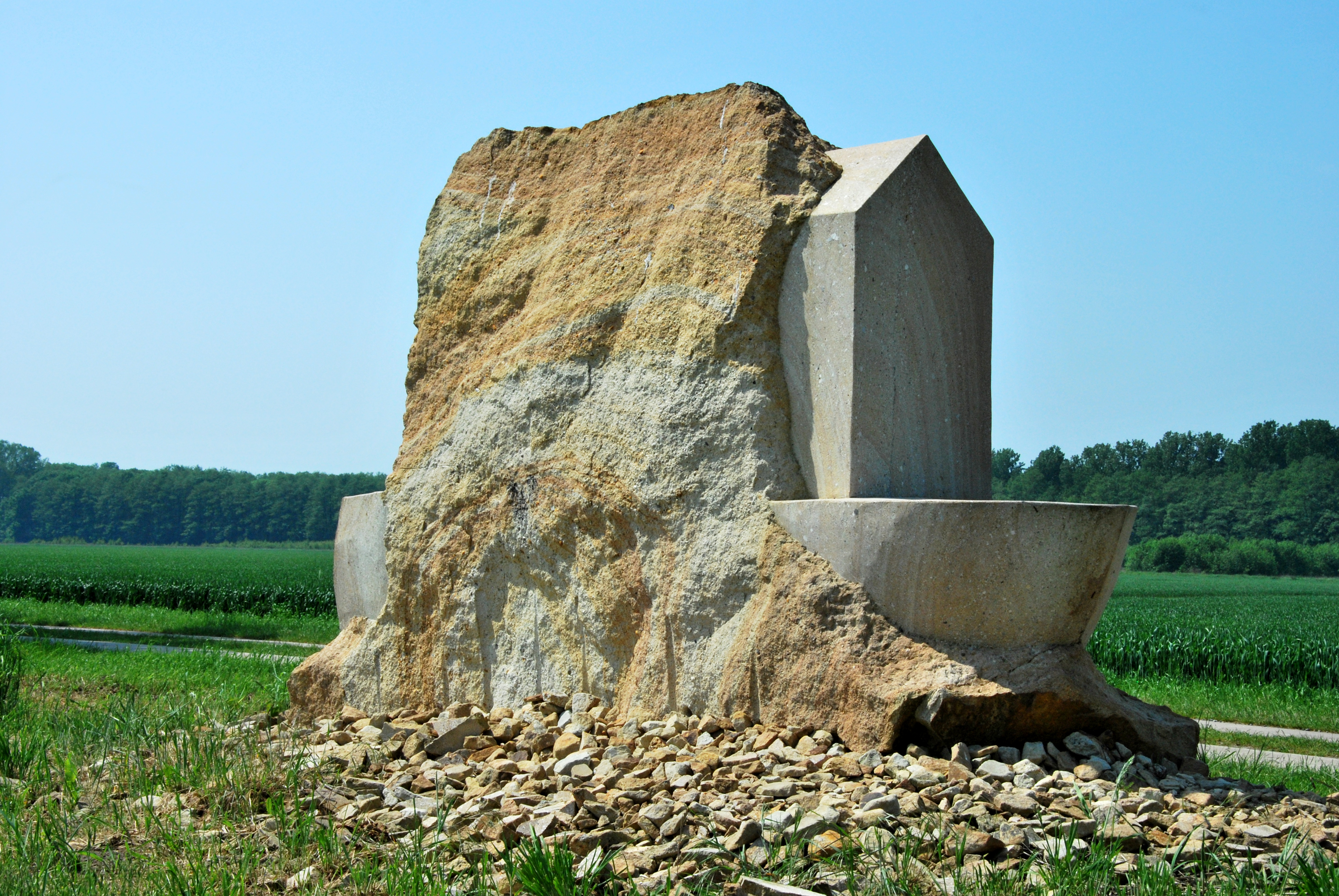
Die Arche von Wolf Bröll an der Wätering im Stadtsüden (2010)
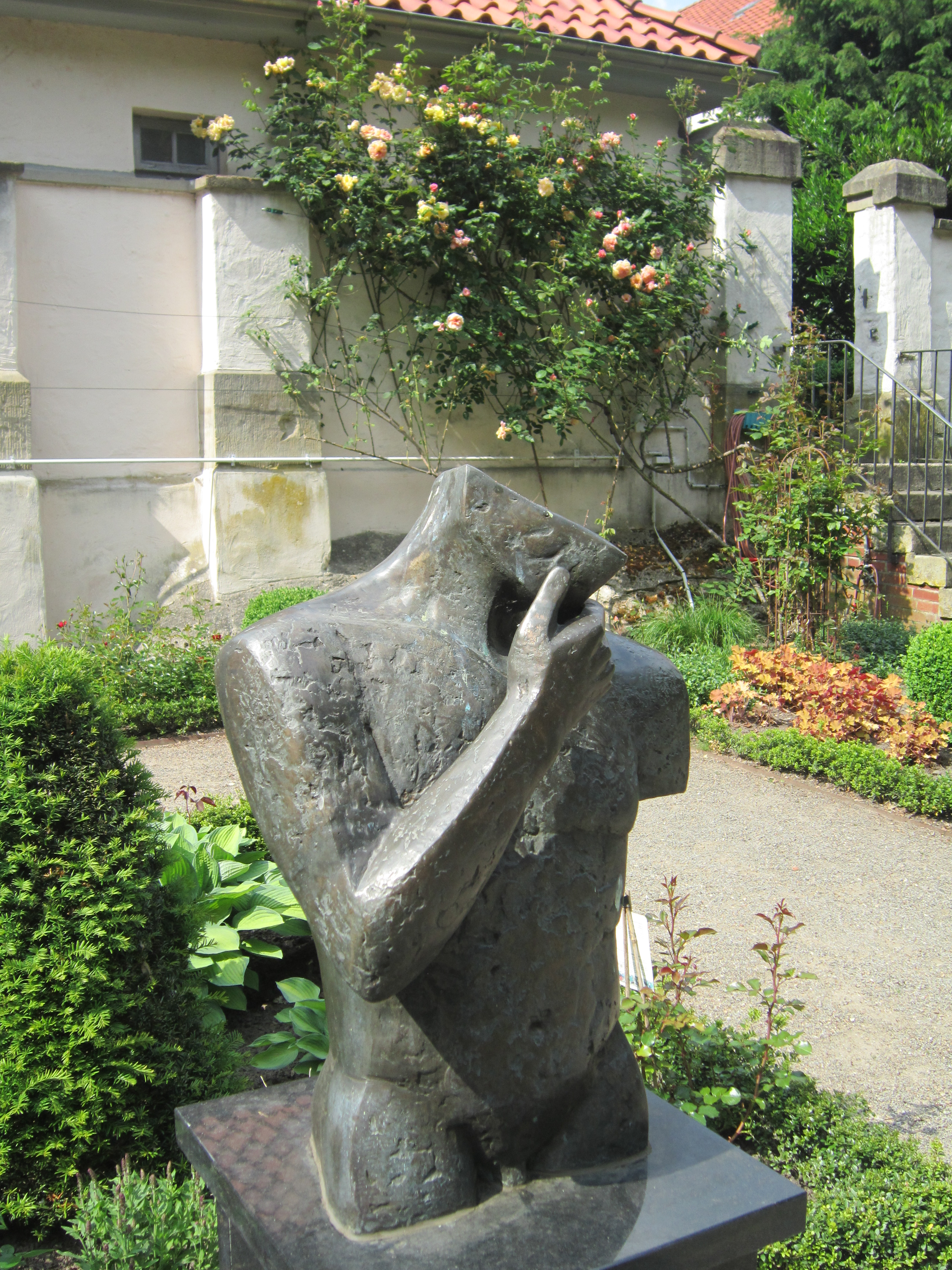
Der Denker von Inka Uzoma im Rosengarten des Schlosses (2015)
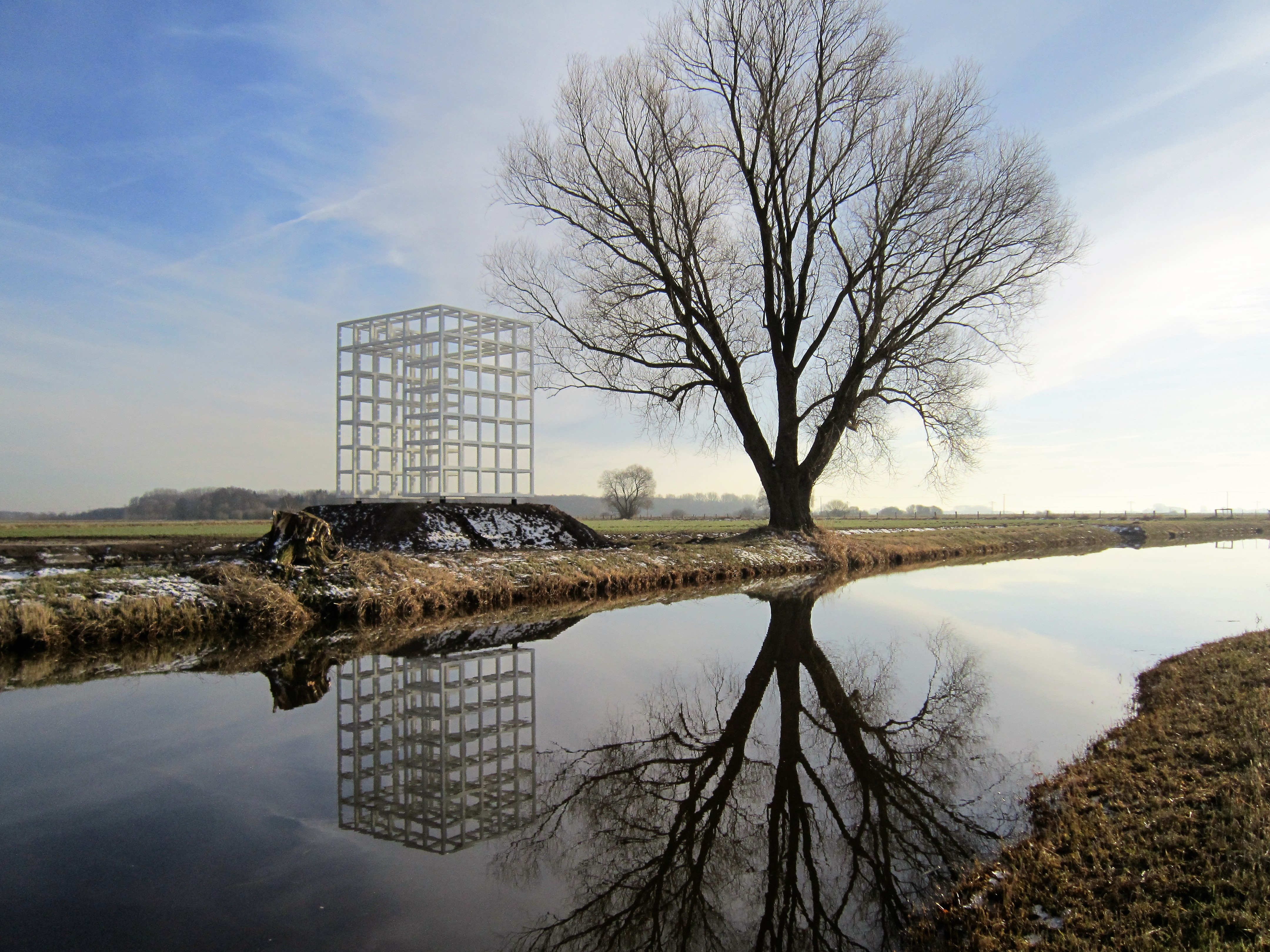
„Gitterkubus“ von Volker-Johannes Trieb an der Hunte im Stadtsüden (2017)

### Stadtarchiv
Das Stadtarchiv Diepholz, Rathausmarkt 1, ist das Verwaltungsarchiv der Stadt Diepholz, in dem die historischen Akten der Stadt Diepholz archiviert – gesammelt und zur Einsicht für Nutzer vorgehalten werden. So stehen im Stadtarchiv Akten, Karten, Urkunden und Nachlässe für jedermann zur Einsicht zur Verfügung.

### Regelmäßige Veranstaltungen
- Oldtimertreffen Aschen beim Heimatmuseum (im Juni); ausgestellt werden alte Pkw, Lkw, Traktoren sowie fahrbare Großgeräte.
- Appletree Garden Festival im Bürgerpark (im Sommer),
- Diepholzer Großmarkt auf dem Marktgelände (im September),
- Grafensonntag (an einem Sonntag im Oktober)[18] Seit 2010 findet aus diesem Anlass rund ums Schloss ein Mittelaltermarkt statt.
- Am ehemaligen Rittergut Falkenhardt finden jährlich ein Oktoberfest, ein Adventsmarkt und ein Veranstaltung, die „Sommerflair“ genannt wird, statt.

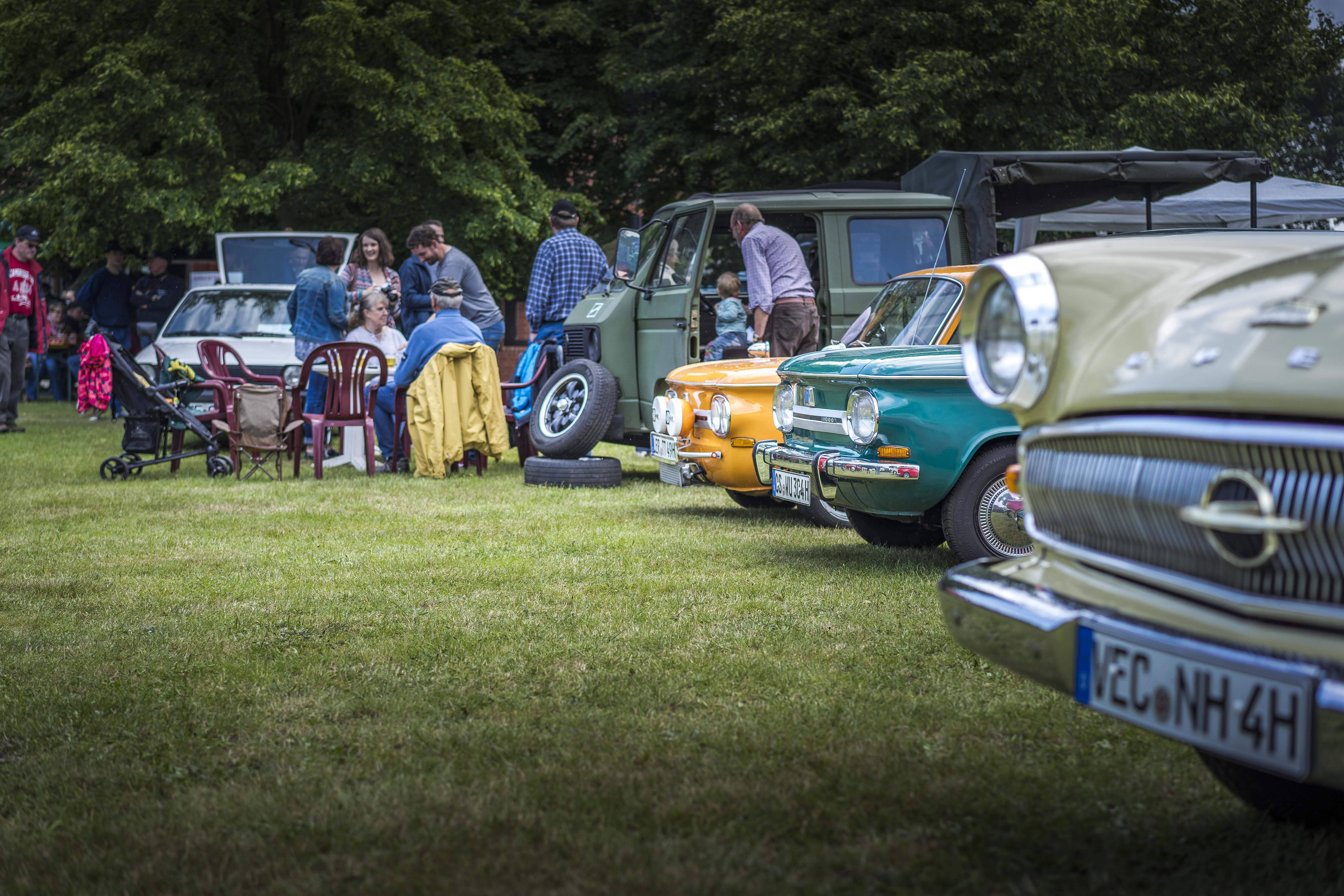
Oldtimerausstellung auf dem Gelände des Heimatmuseums Aschen, Abteilung Pkw
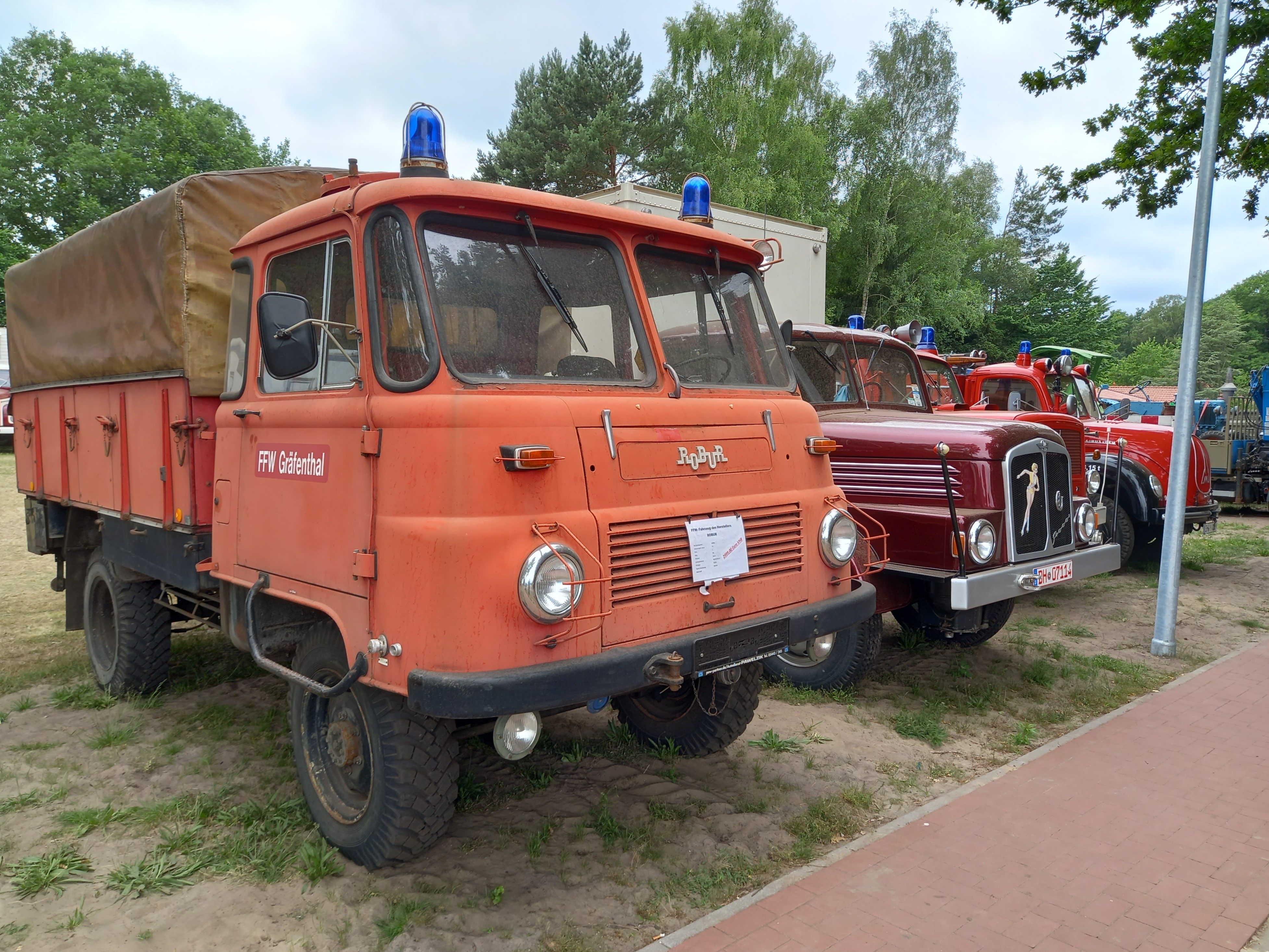
Oldtimerausstellung, Abteilung Lkw
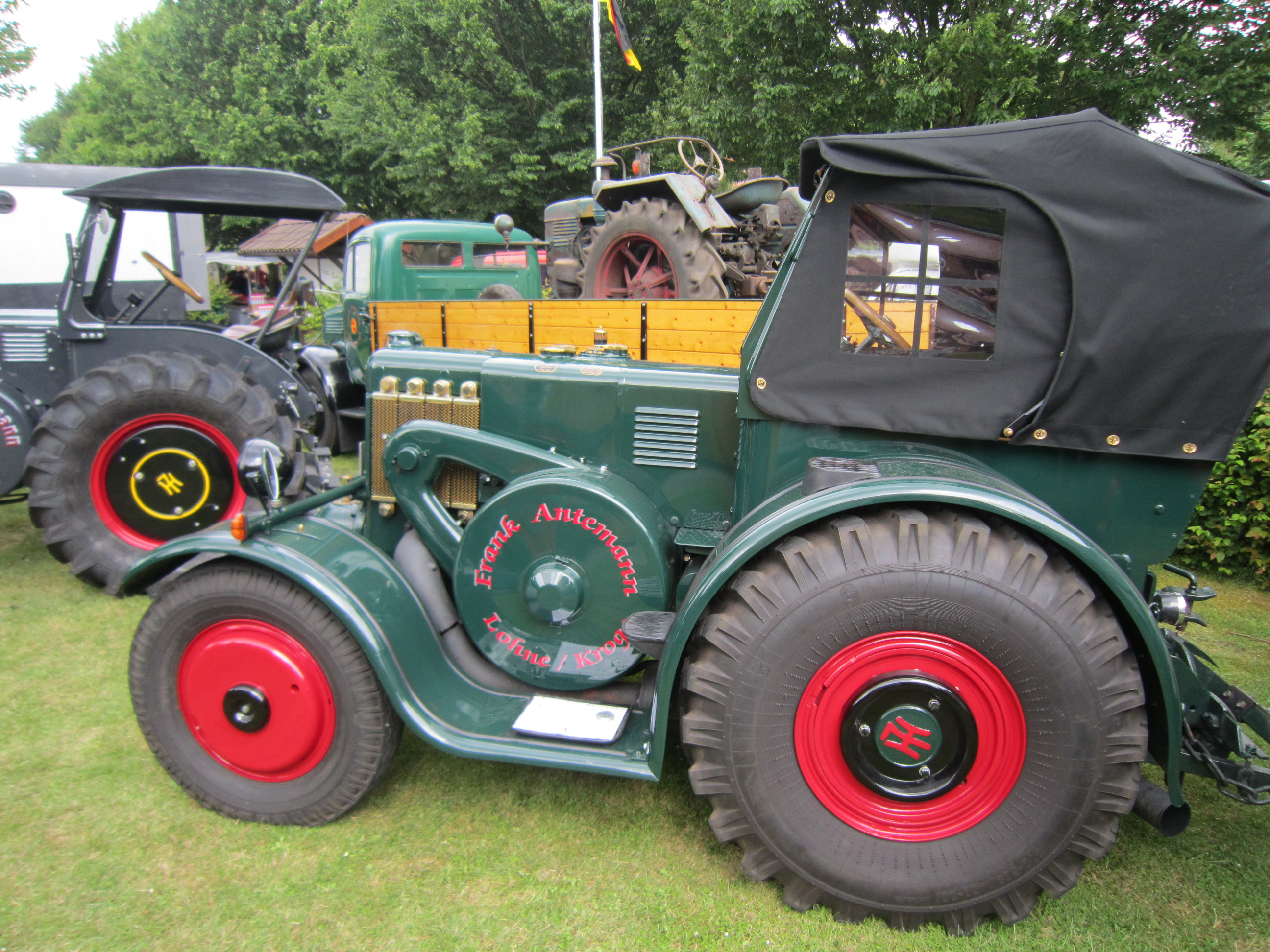
Oldtimerausstellung, Abteilung Traktoren
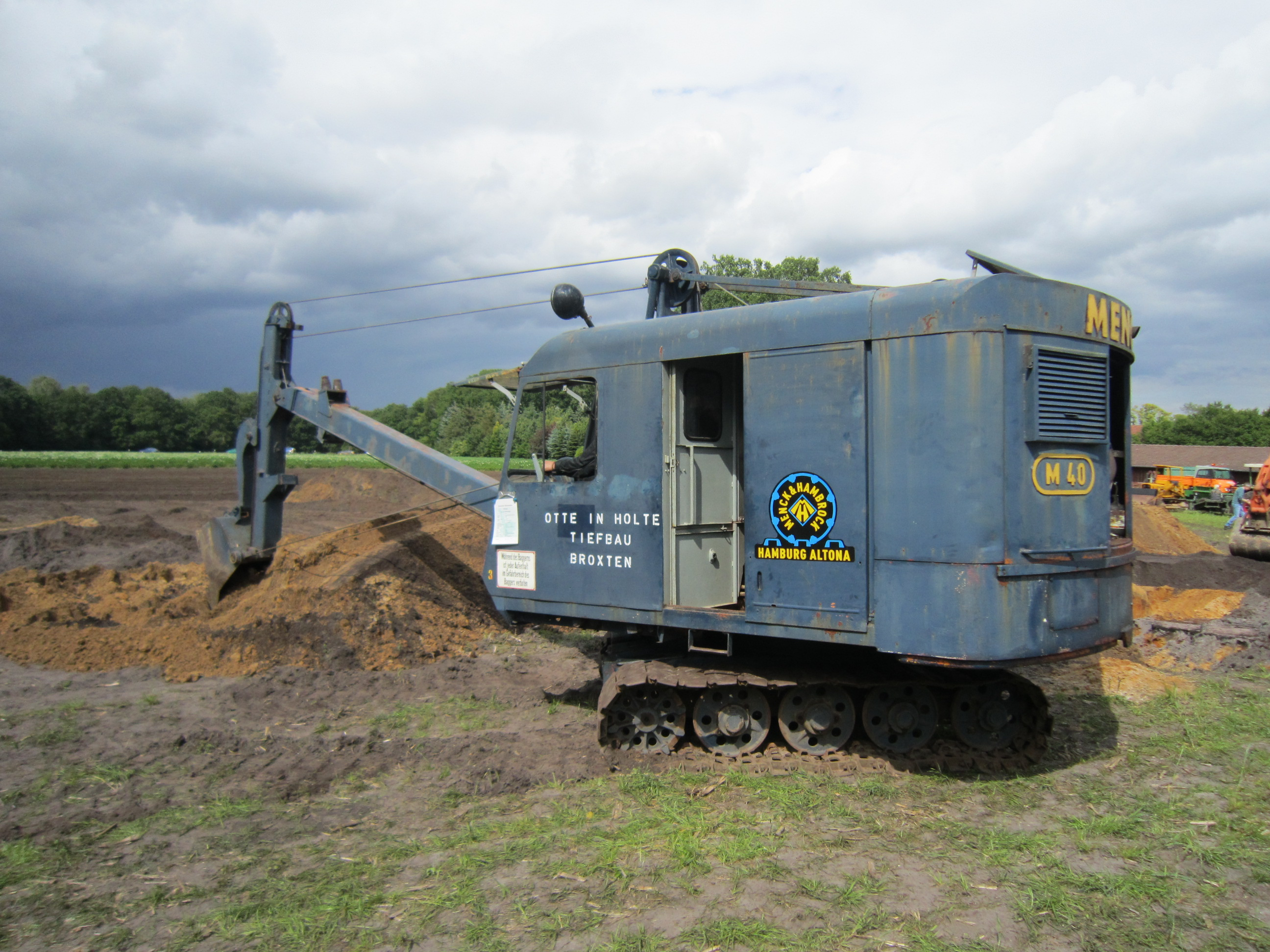
Oldtimerausstellung, Abteilung fahrbare Großgeräte
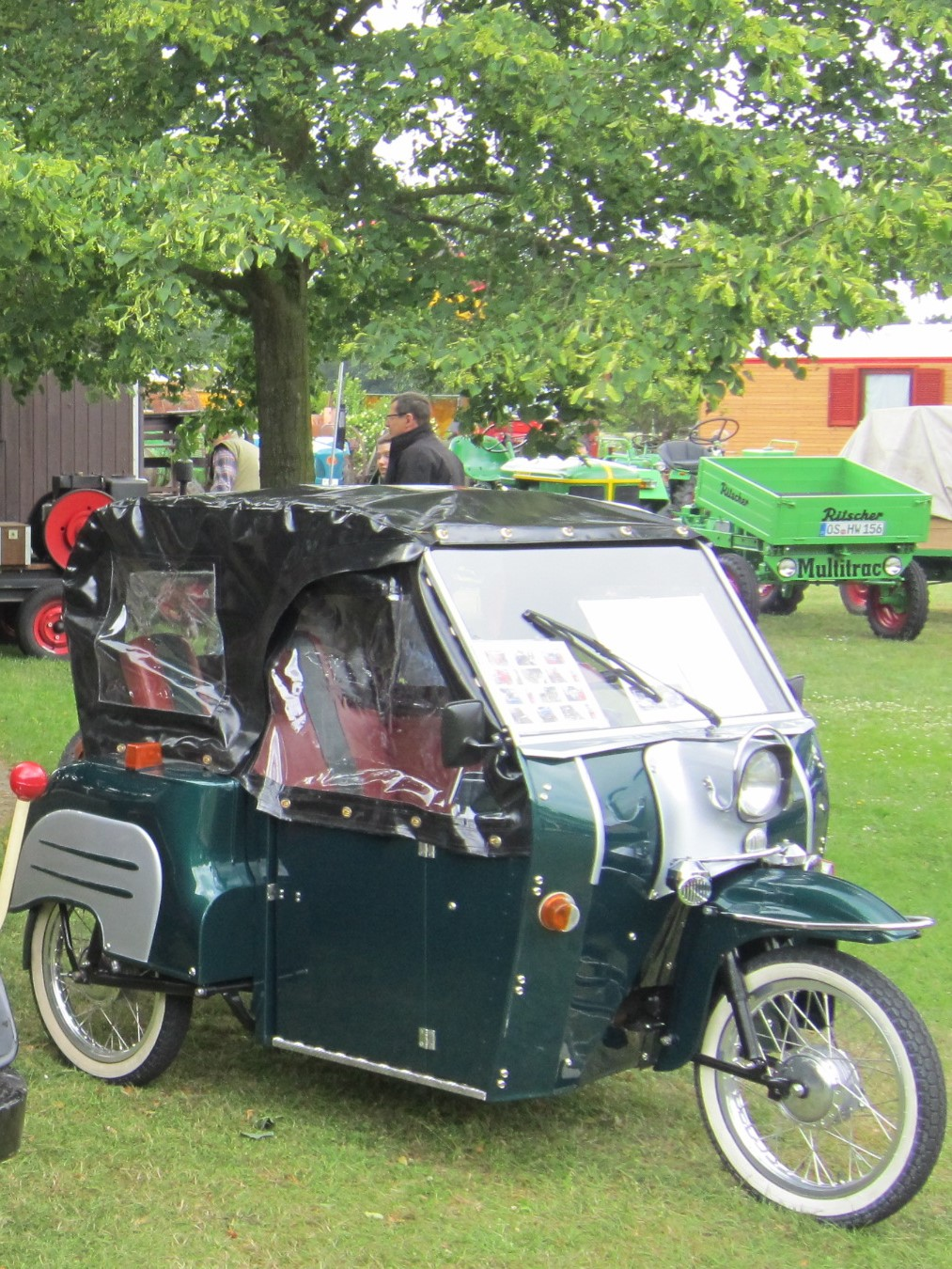
Oldtimerausstellung, Sonderfahrzeug (dreirädriges Krankenfahrzeug)
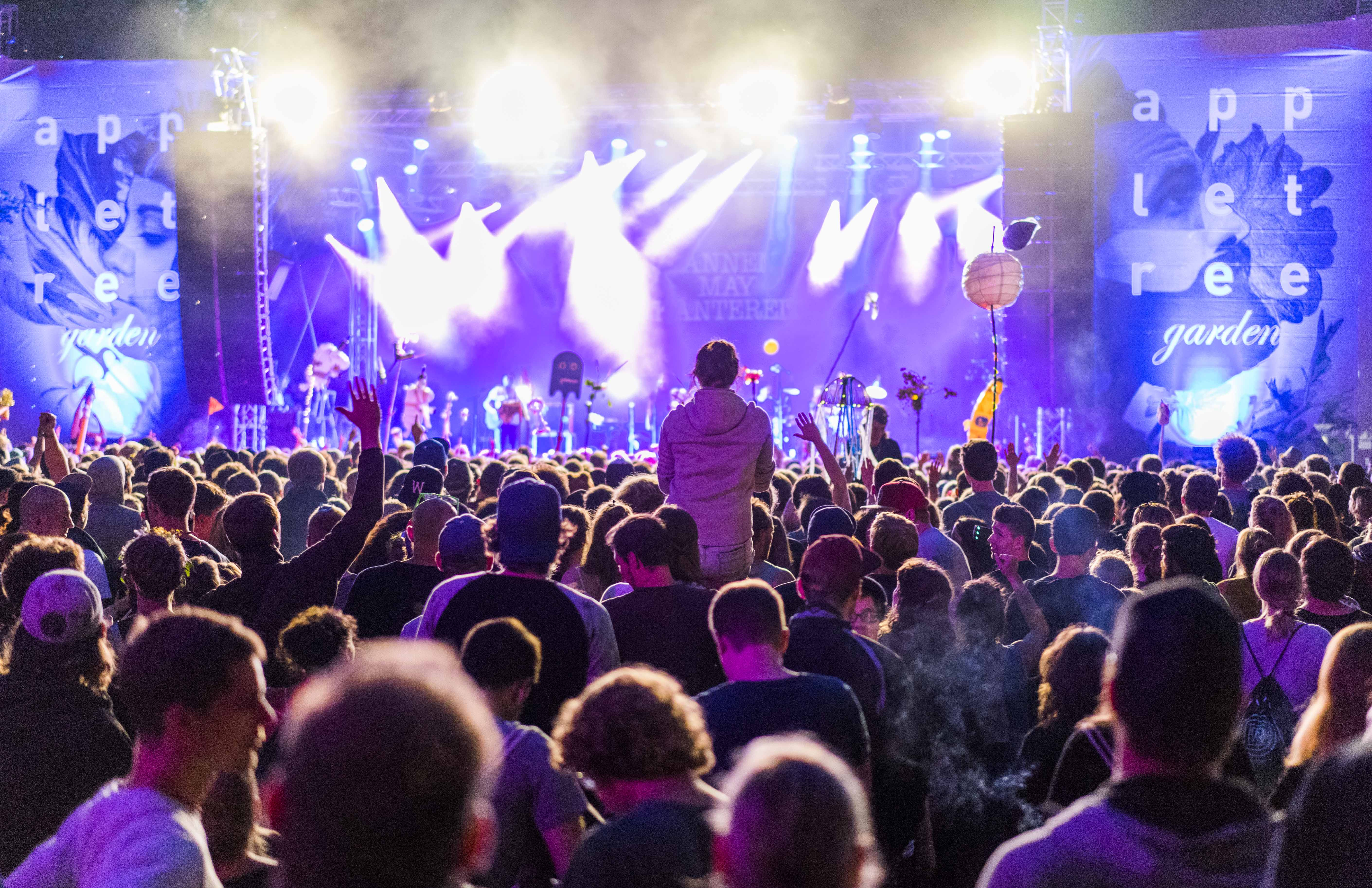
Appletree Garden Festival 2016
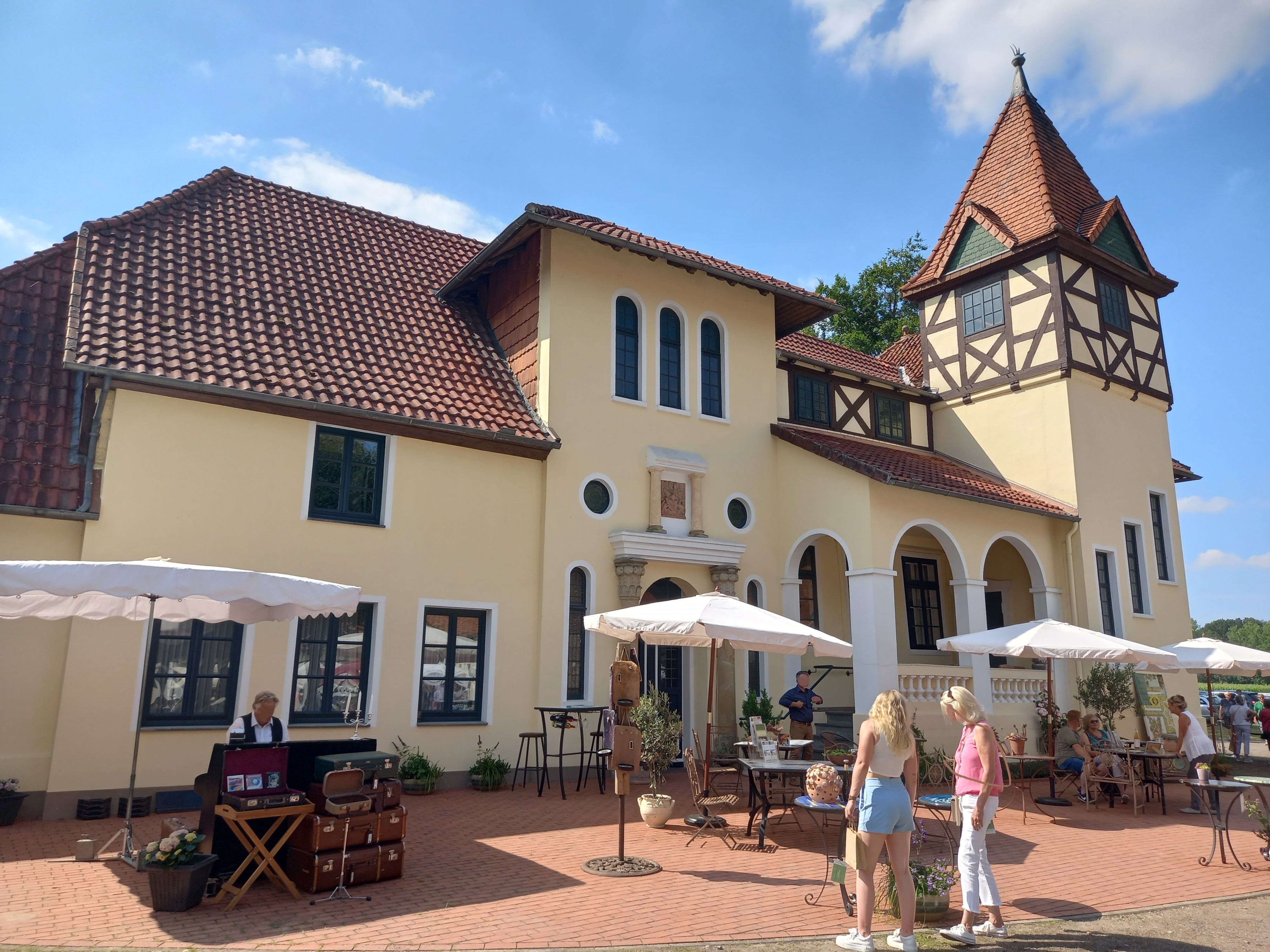
„Sommerflair“ auf Rittergut Falkenhardt 2022
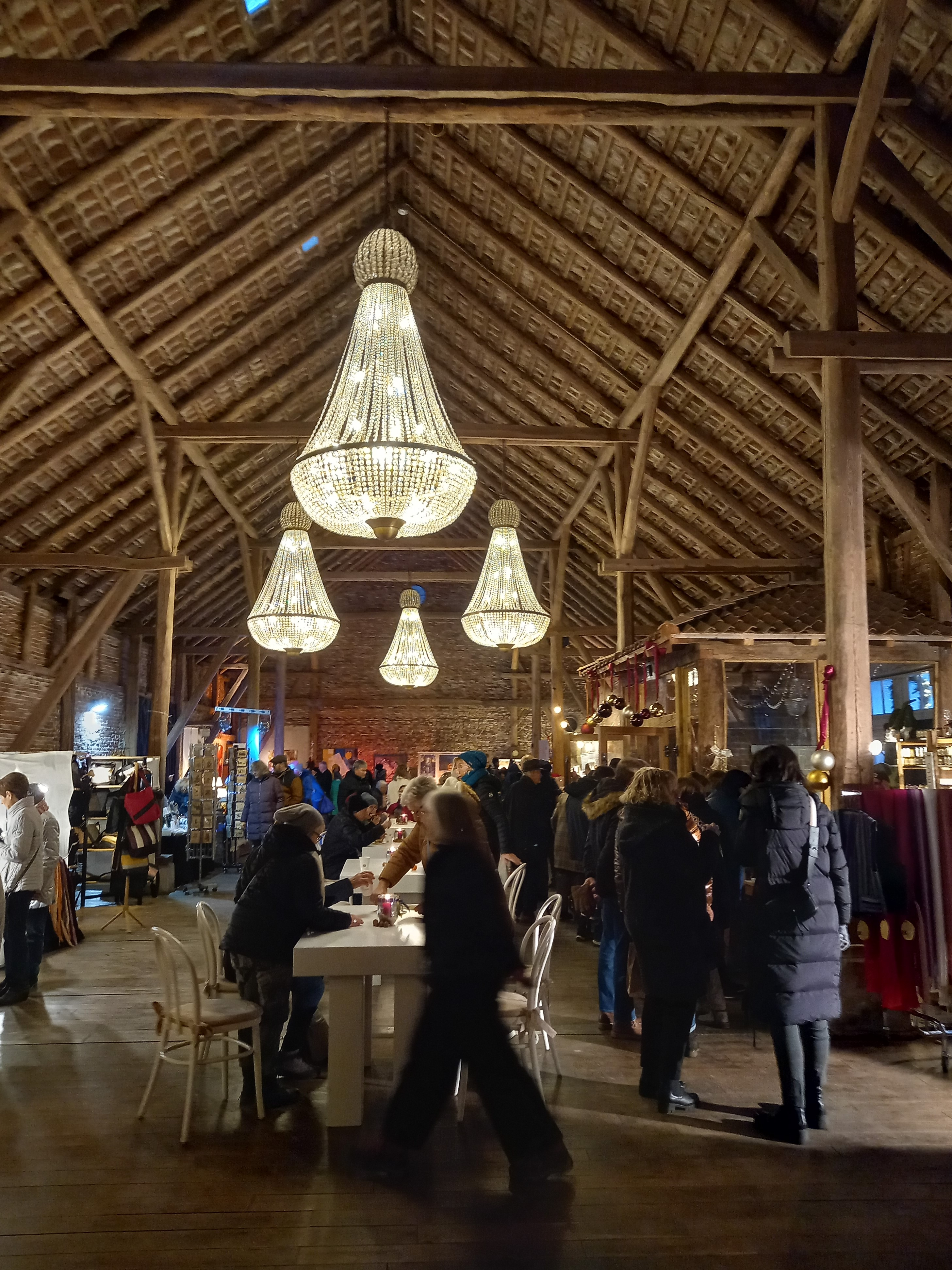
„Weihnachten auf Falkenhardt“ 2022
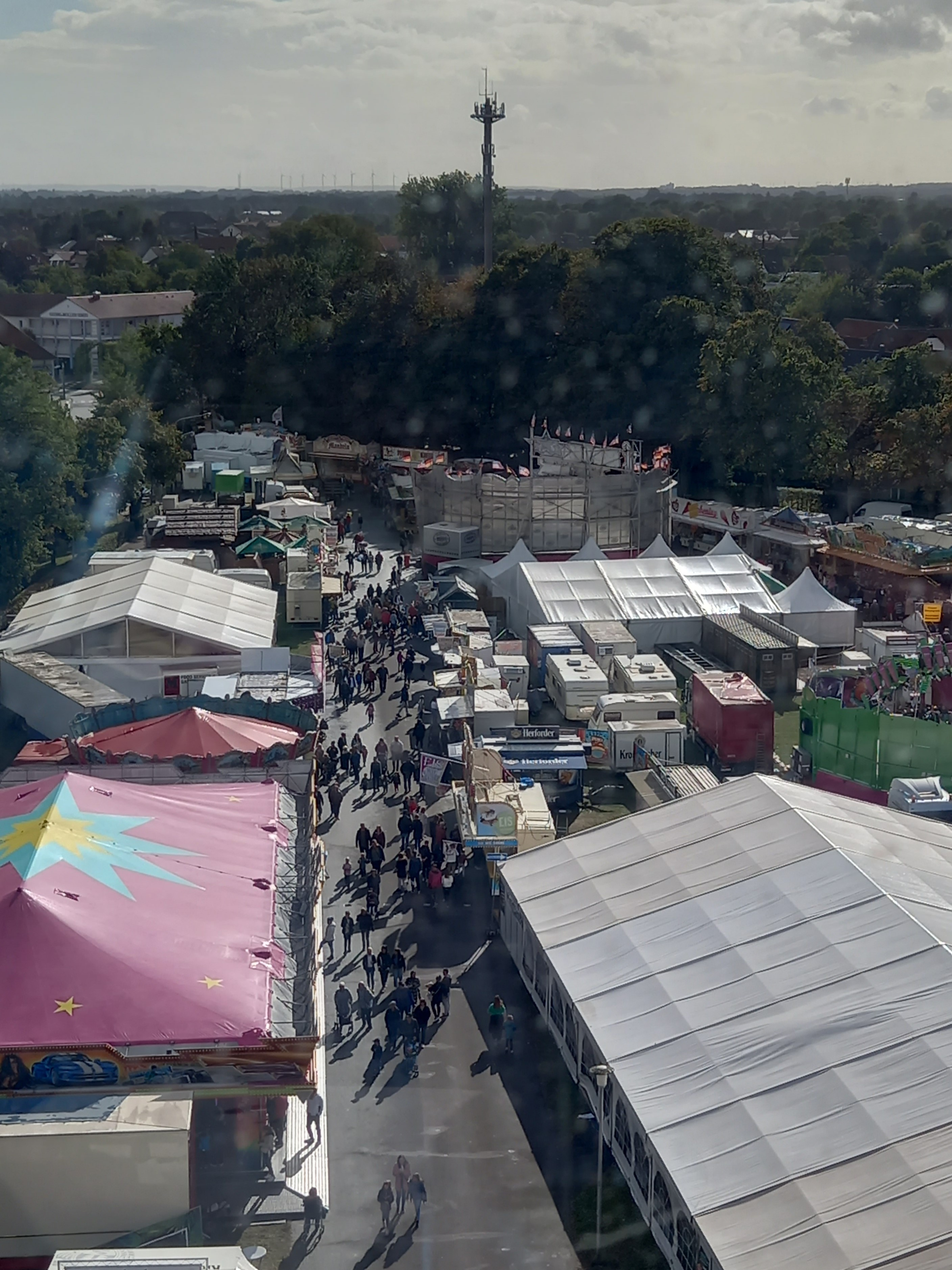
Großmarkt 2022

## Religion

### Christentum
Evangelisch-Lutherische Kirche

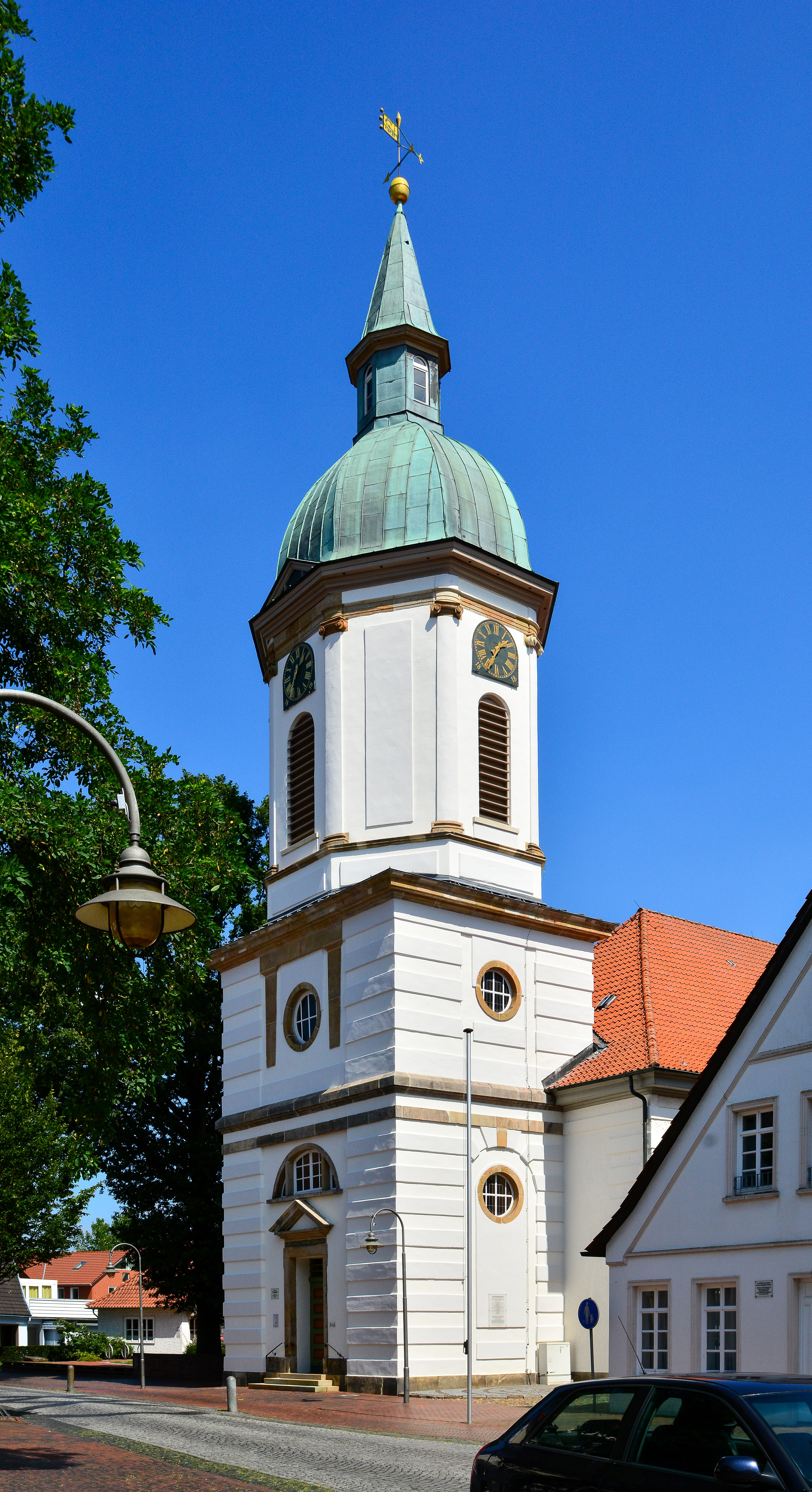
St.-Nicolai-Kirche

- St.-Michaelis-Kirche, Lüderstraße 54
- St.-Nicolai-Kirche, Lange Straße 28
- Kreuzkirche St. Hülfe/Heede, Kirchweg 10

Evangelische Freikirchen
- Evangelisch-Freikirchliche Baptistengemeinde, Heeder Dorfstraße 132 in Diepholz – Heede; selbstständige Zweiggemeinde der Baptistengemeinde Osnabrück. Sie gehört zum Regionalverband Baptisten im Nordwesten.[19]
- Gemeindehaus der Adventgemeinde, Enge Straße 19
- Christliche Missionsgemeinde e. V., Maschstraße 20; sie gehört dem freikirchlichen Gemeindebund Foursquare Deutschland an und versammelt sich im 2010 erworbenen Gemeindesaal.[20]

Römisch-katholische Kirche
Die Kirchengemeinde wurde 1945 durch den rheinländischen Pastor Joseph Schmidt gegründet. Das Gotteshaus der Kirchengemeinde, die Christ-König-Kirche an der Schloßstraße 15, stammt von 1951; Chor und Turm wurden in den 1960er Jahren errichtet.
Weitere Gemeinschaften mit christlichem Hintergrund
- Neuapostolische Kirche, Am Weizenkamp 3
- Zeugen Jehovas im Königreichssaal, Grimmener Straße 3

### Judentum
- Synagogenbezirk Diepholz (historisch)
- Jüdischer Friedhof Diepholz

### Islam
In Diepholz leben rund 1000 Muslime; der überwiegende Teil ist arabischer Abstammung. Im Jahre 2015 wurde die At-Taubah-Moschee in Diepholz gegründet. Sie ist Mitglied im IVWP (Islamischer Verein für wohltätige Projekte e. V.).

### Konfessionsstatistik
Gemäß dem Zensus 2011 waren 59,1 % der Einwohner evangelisch, 13,3 % römisch-katholisch und 27,6 % waren konfessionslos, gehörten einer anderen Glaubensgemeinschaft an oder machten keine Angabe. Der Anteil der evangelischen und katholischen Kirchenmitglieder an der Gesamtbevölkerung ist seitdem gesunken. Am 31. Dezember 2023 waren von den 18.201 Einwohnern 40,9 % evangelisch, 16,0 % römisch-katholisch und 43,1 % gehörten anderen Glaubensgemeinschaften an oder waren konfessionslos.

## Wirtschaft und Verkehr

### Wirtschaft
- Größter Arbeitgeber ist die Bundeswehr auf dem Fliegerhorst Diepholz mit folgenden Einheiten:
  - Stab/Waffensystemunterstützungszentrum 2 (WaSysUstgZ 2) – Luftwaffe
  - Materiallager Diepholz (MatLgr DIEPHOLZ) des Bundeswehrdepot West – Unterstützungsbereich
  - Teile Objektschutzregiment der Luftwaffe (ObjSRgtLw) – Luftwaffe
  - Teile Bundeswehr-Dienstleistungszentrum (BwDLZ) Oldenburg – Wehrverwaltung
  - Sanitätsstaffel Diepholz (SanStff Diepholz) – Zentraler Sanitätsdienst
  - Instandhaltungsstaffel, Teil des HSGHubschraubergeschwaders 64. (HSG 64; ab Oktober 2018) – Luftwaffe[23]

Weitere Unternehmen:
- ZF Friedrichshafen AG mit Entwicklung und Produktion von Schaltungssystemen sowie Produktion von Fahrwerksteilen
- Schöma Christoph Schöttler Maschinenfabrik (Bau von Diesellokomotiven für Spezialnutzung (Bergbau, Tunnelbau etc.))
- Möller GmbH, Agrarklima-Steuerungen und Photovoltaik
- Lebensbaum, Ulrich Walter GmbH (Hersteller von Bio-Lebensmitteln)
- Stadtwerke EVB Huntetal, regionaler Energieversorger
- hdt Anlagenbau GmbH & Co. KG (Stall- und Industrieklimatechnik)
- Vensys Energy, Windkraftanlagen und Steuerungen
- Diepholzer Kreisbahn Holding GmbH, Eisenbahnverkehrs- und Infrastrukturunternehmen
- Pallas Group, Schallplattenwerk

### Verkehr

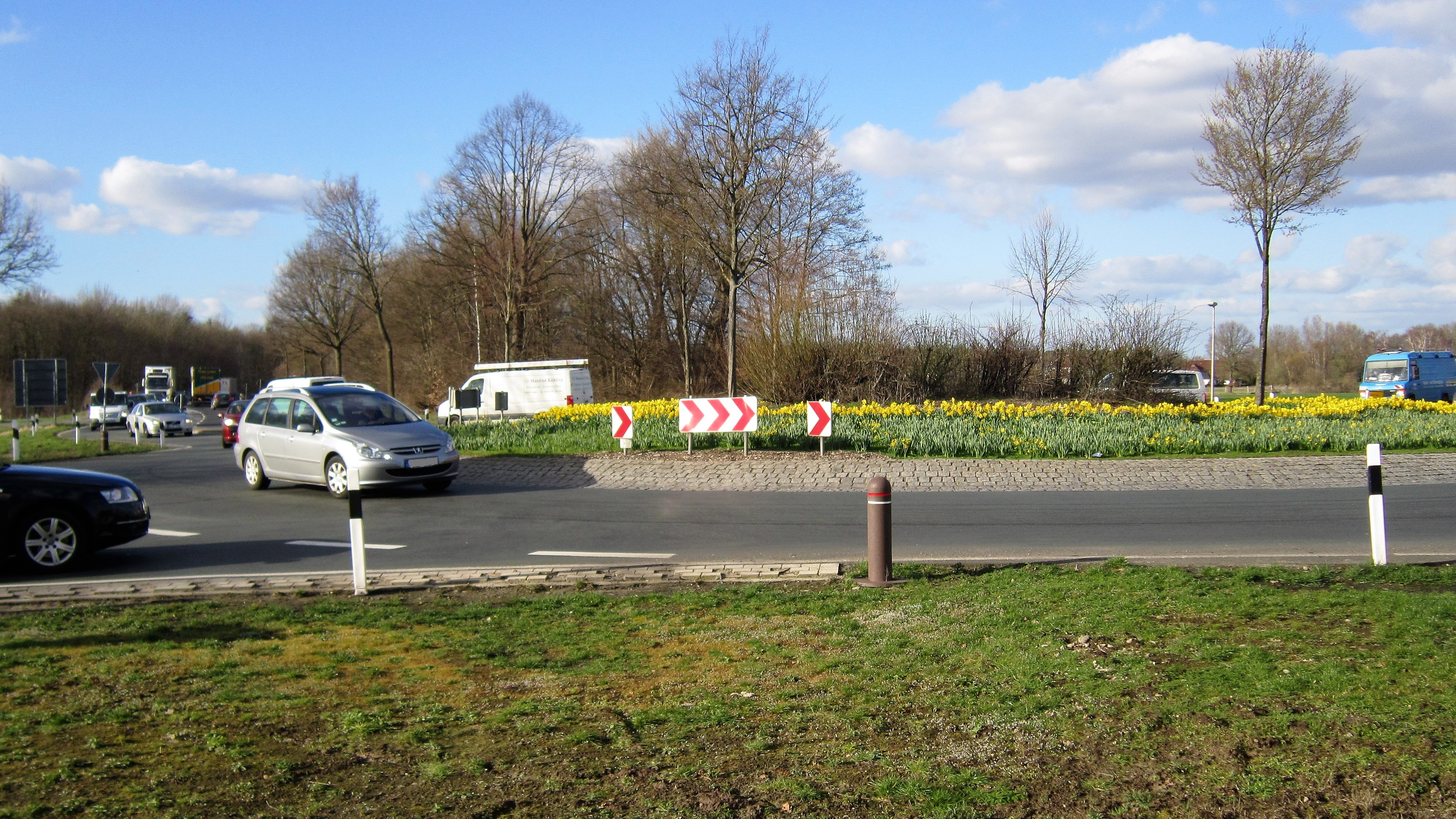
Kreisel Diepholz-Nordwest. Vorne links geht es nach Osnabrück (B 51) und Lingen (B 214), hinten rechts nach Bremen (B 51) und Nienburg bzw. Herford (B 214), hinten links nach Vechta und Oldenburg (B 69).

#### Straße
Diepholz wird erreicht:
- Von Nordwesten über die B 69 aus Richtung Vechta/Oldenburg
- Von Nordosten über die B 51 aus Richtung Bremen
- Von Süden über die B 51 aus Richtung Osnabrück
- Von Osten über die B 214 aus Richtung Nienburg/Hannover
- Von Westen über die B 214 aus Richtung Lingen (Ems)

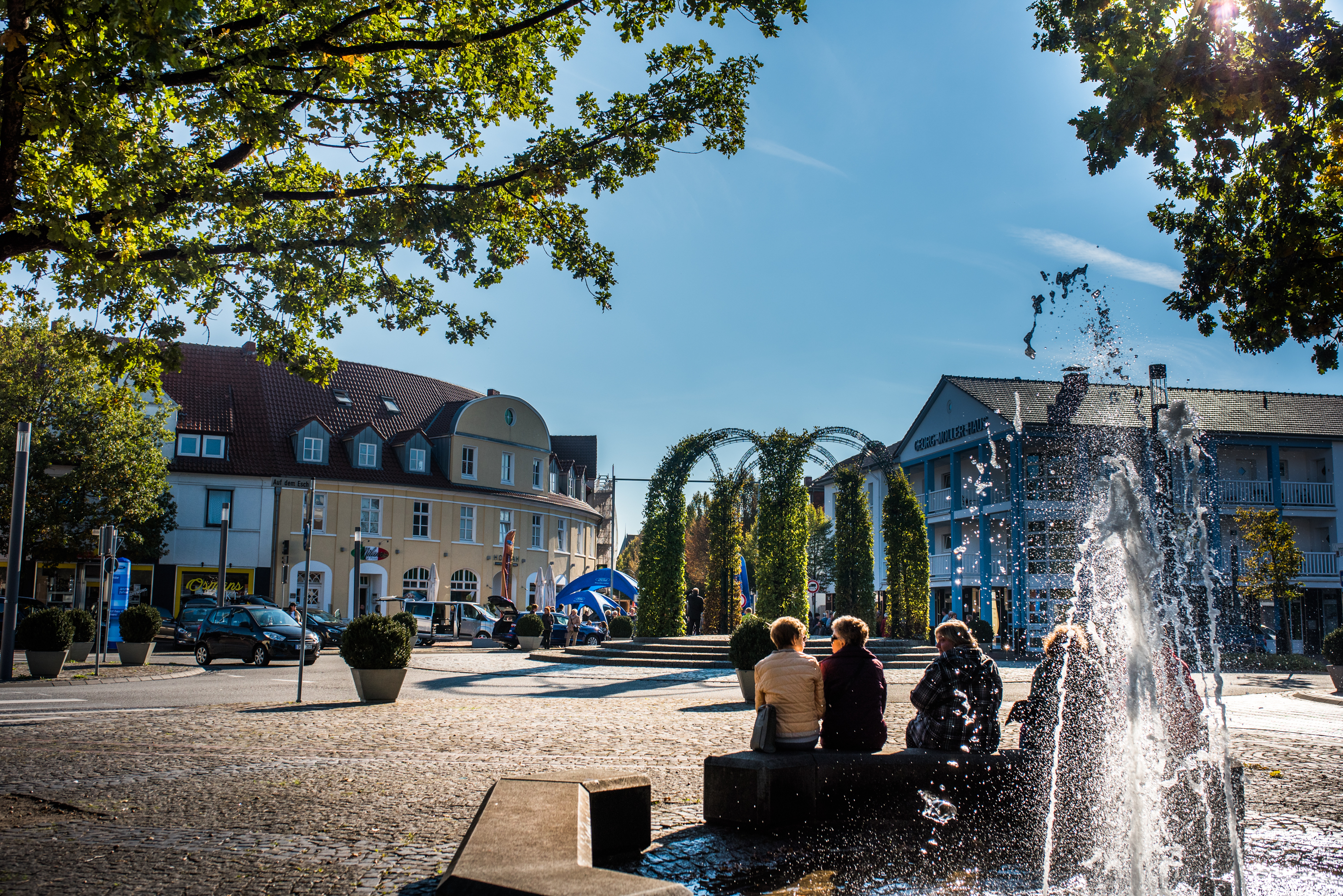
Springbrunnen am Bremer Eck (vor dem Bau der Umgehungsstraße verliefen im Hintergrund die B 51 und die B 214)

Seit 2003 verfügt Diepholz über eine Umgehungsstraße. Sie verbindet die nördliche B 51 über ein Teilstück mit der B 69, welche wiederum über ein Teilstück mit der südlichen B 51 verbunden ist. Das letzte, 2,8 Kilometer lange Teilstück zum Anschluss der B 214 aus Richtung Nienburg wurde 2008 für den Verkehr freigegeben. Durch die Rückstufung und den teilweisen Rückbau der ehemaligen Bundesstraßen innerhalb des Umgehungsstraßenrings werden die Diepholzer Stadtviertel nicht mehr so stark wie früher voneinander getrennt; insbesondere werden die Gebiete nördlich der ehemaligen B 214 im Innenstadtbereich nicht mehr vom Stadtzentrum abgeschnitten.
Über die Autobahn A 1 ist Diepholz über die Anschlussstellen Holdorf, Lohne-Dinklage sowie Vechta und Cloppenburg/Ahlhorner Heide zu erreichen.

#### Bahn
Der Bahnhof Diepholz liegt an der Bahnstrecke Wanne-Eickel–Hamburg zwischen den Städten Osnabrück und Bremen und verfügt über drei Bahnsteiggleise. Er wird im Stundentakt von der Regional-Express-Linie RE 9 (Osnabrück – Bremen – Bremerhaven) bedient.
Diepholz besaß früher eine direkte Eisenbahn-Verbindung mit Nienburg über Sulingen (Bahnstrecke Nienburg–Diepholz). Diese Strecke wird seit 1966 nicht mehr im Personenverkehr genutzt. Heute (2007) wird der Abschnitt bis Sulingen von Güterzügen für die Unternehmen Exxon-Mobil in Barenburg sowie BTR-Logistik in Rehden befahren. Der Streckenteil Sulingen–Nienburg ist seit 1997 stillgelegt.

#### Bus
Folgende Buslinien von DH-Bus bedienen Diepholz:
- 125 Diepholz – Barnstorf – Twistringen
- 129 Diepholz – Lembruch – Lemförde
- 137 Diepholz – Rehden – Varrel – Sulingen
- 140 Diepholz – Diepholzer Bruch – Diepholz
- 146 Diepholz – St. Hülfe – Aschen – Jacobidrebber
- 170 Diepholz – Rehden – Wagenfeld – Ströhen
- 606 Diepholz – Vechta – Lohne – Diepholz (Weser-Ems-Bus)

Es gilt wie in den Bahnen auch in den Bussen der Tarif des Verkehrsverbundes Bremen/Niedersachsen.

#### Flugplätze
In Diepholz gibt es den Militärflugplatz Fliegerhorst Diepholz, der auch als Verkehrslandeplatz für die allgemeine Luftfahrt von der Flugplatzbetriebsgesellschaft Diepholz-Dümmerland (fdd) mit genutzt wird. Er bietet eine 1283 Meter lange und 45 Meter breite Asphaltpiste. Der ICAO-Code ist ETND und seine aktuellen Daten sind den Luftfahrtveröffentlichungen zu entnehmen. Der zivile Flugplatz ist täglich von 0900 Uhr loc bis SS + 30 öffentlich anfliegbar.
Zusätzlich gibt es das Ultraleichtfluggelände Paradiek, das etwa 7,5 km nördlich des Zentrums von Diepholz liegt.

## Öffentliche Einrichtungen und Infrastruktur

### Allgemein
- Rathaus, Rathausmarkt 1
- Die Freiwillige Feuerwehr Diepholz mit ihren Standorten in Diepholz, Aschen, Heede und Sankt Hülfe sorgt für den Brandschutz und die allgemeine Hilfe. In drei Jugendfeuerwehren wird feuerwehrtechnische Ausbildung und allgemeine Jugendarbeit praktiziert.

### Bildung

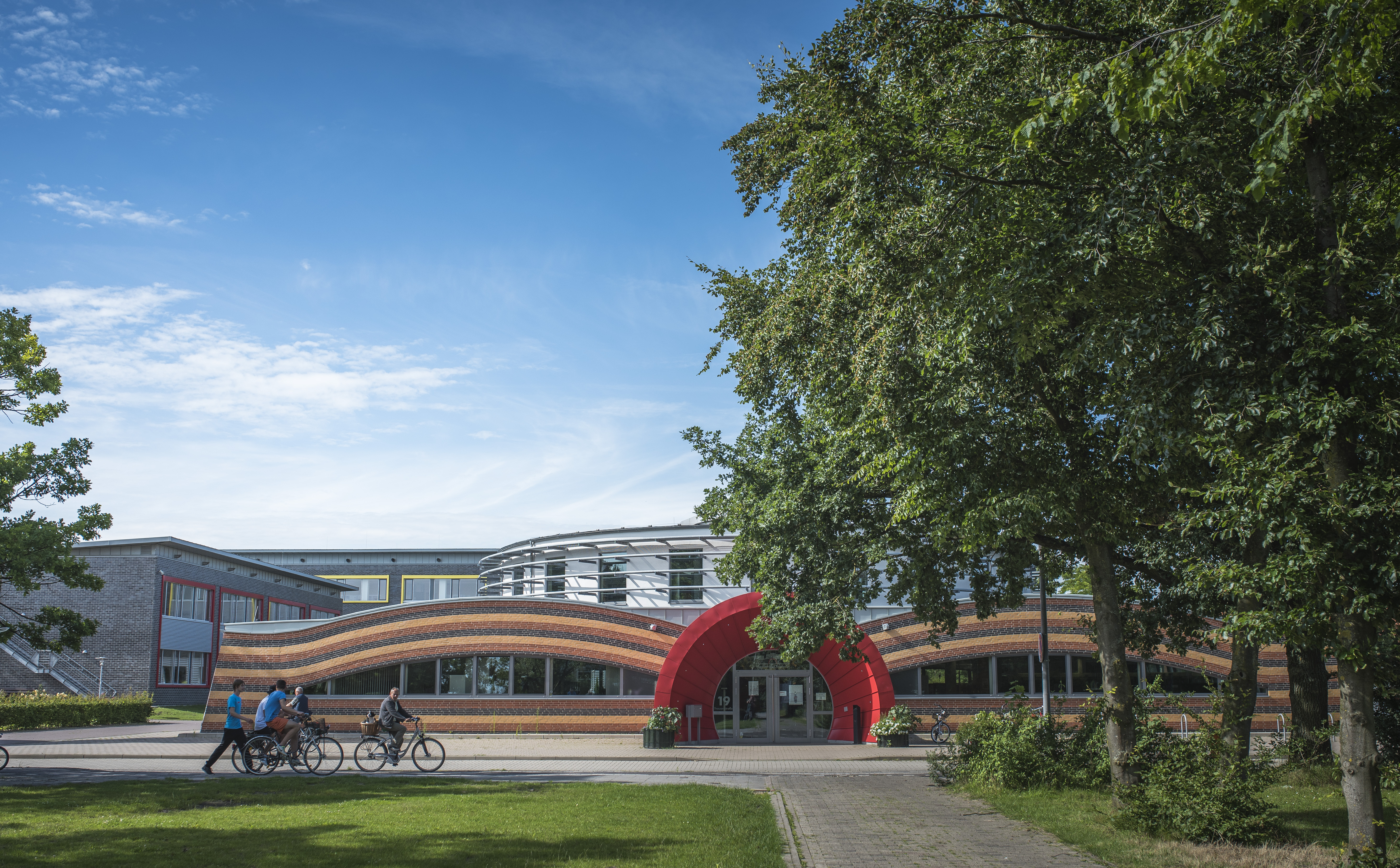
Mediothek Diepholz, im Hintergrund das allgemeinbildende Gymnasium

#### Schulen
- Vier Grundschulen (Aschen, St. Hülfe-Heede, Mühlenkampschule und an der Hindenburgstraße)
- Schulzentrum Ecke Thouarsstraße/Schlesierstraße mit
  - Hauptschule (Jahnschule)
  - Realschule Diepholz
  - Gymnasium (Graf-Friedrich-Schule)
  - Berufsbildungszentrum Dr. Jürgen Ulderup
- Förderschule (Menkeschuke – bisher „Dr.-Wilhelm-Kinghorst-Schule“), Hindenburgstraße

#### Hochschulen
- Private Hochschule für Wirtschaft und Technik (PHWT). In der Diepholzer Zweigstelle der PHWT sind die Studienbereiche Maschinenbau und Wirtschaftsingenieurwesen beheimatet. Die Hochschule verfügt über einen eigenen Campus neben den weiterführenden Schulen des Landkreises Diepholz. Seit 2018 ist der bisher in Oldenburg beheimate PHWT-Studiengang Mechatronik und Elektrotechnik im Zentrum für Mechatronik und Elektrotechnik (ZME) an der Thüringer Straße untergebracht.[24]

#### Weitere Bildungsangebote
- Die Wissenswerkstatt Metropolregion Nord-West e. V.[25] mit naturwissenschaftlichen und technischen Lernangeboten für Kinder und Jugendliche zwischen 8 und 18 Jahren.
- Paul-Moor-Schule, staatl. anerkannte Tagesbildungsstätte, Lebenshilfe Grafschaft Diepholz gGmbH

### Soziale Einrichtungen
- Zehn Kindergärten; drei Krippen
- Das Jugendfreizeitzentrum „Café FreiRAUM“ in der Münte
- Fachpflegeeinrichtung „Haus am Wasser“ der Lebenshilfe Grafschaft Diepholz gGmbH, Moorstraße 38[26]
- Seniorenhaus Anna Margareta, von-Hünefeld-Straße 33
- Betreutes Wohnen Arbeiter-Samariter-Bund, Schömastraße 9
- Das Caritas Seniorenzentrum Diepholz, Steinstraße 18, wurde 1946 gegründet als Altersheim St. Josef in Falkenhardt von Pastor Schmidt.
- Die Klinik Diepholz, Eschfeldstraße 8, gehört zum St. Ansgar Klinikverbund.

### Sport
Diepholz verfügt über den Sportplatz im Schulzentrum und den Sportplatz an der Mühlenkampschule. Im Schulzentrum befinden sich zwei weitere Sporthallen. Das Hallenbad Delfin wird während der Sommermonate geschlossen, stattdessen wird das mittels einer Solaranlage beheizte Freibad geöffnet.
Es gibt außerdem ein Sauna- und Sportparadies sowie Fitness- und Wellnessclubs.
Motorsport gab und gibt es in Diepholz, sowie im Landkreis Diepholz, in Form von Flugplatzrennen auf dem Fliegerhorst in Diepholz, wo bis weit in die 1990er Jahre hinein Läufe zur DTM und Formel 3 ausgefahren wurden und auch Sandbahnrennen in Wagenfeld, Rahden und das Grasbahnrennen in Schwarme.
Als Sportvereine sind die SG Diepholz mit 16 Abteilungen und ca. 2.000 Mitgliedern aktiv. Die Handball-Spiel-Gemeinschaft Barnstorf/Diepholz ist eine Spielgemeinschaft aus Barnstorf und Diepholz. Der Squashverein 1. SC Diepholz wurde 1987 gegründet.

### Sonstiges
Wohnmobilstellplatz
Der 2024 modernisierte Wohnmobilstellplatz in Diepholz bietet 20 Wohnmobilen Platz und verfügt über die Möglichkeit, Abwasser und Fäkalien kostenfrei zu entsorgen. Es besteht eine Trinkwasserversorgung und ein kostenfreier WLAN-Anschluss.
Kreismedienzentrum
In Diepholz befindet sich eines der zwei Kreismedienzentren (Mediothek Diepholz) des Landkreises. Die Kreismedienzentren verfügen über einen Bestand von Filmen sowie diversem Audio- und Video-Equipment, welches diese entgeltlos an Schulen und gemeinnützige Vereine verleihen.
Diepholzer Moorschnucke
Das Fleisch der in der Region gezüchteten Diepholzer Moorschnucke g.U. ist in der EU unter diesem Namen als geschützte Ursprungsbezeichnung eingetragen und darf mit dem entsprechenden Siegel ausgezeichnet werden.
Messstelle
In Diepholz steht eine der ca. 2000 Messstellen des Radioaktivitätsmessnetzes des Bundesamtes für Strahlenschutz (BfS) über den die sogenannte Gamma-Ortsdosisleistung ermittelt wird.

## Persönlichkeiten

### Ehrenbürger
- XVI Ulrich Walter
- XV Irmgard Ulderup (1922–2011)
- XIV Günter Roberg (1921–2014)
- XIII Herbert Major (1910–2009)
- XII Horst Schöttler (1926–1998)
- XI Emil Johannes Guttzeit (1898–1984)
- X Bernhard Langhorst, ehemaliger Bürgermeister (1913–1996)
- IX Gustav Brüning, ehemaliger Bürgermeister, Stadtdirektor (1882–1969)
- VIII Karl Tangemann (1845–1945)
- VII Heinrich Kläning (1848–1927)
- VI Siegfried Fontheim (1854–1937)
- V Henry Nennecke (1847–1915)
- IV Adolf Prinzhorn (1847–1913)
- III Friedrich Plate (1858–1948)
- II Heinrich Lübkemann (1821–1896)
- I Hans Ernst Bütemeister (1750–1837)

### Söhne und Töchter der Stadt

#### Bis 20. Jahrhundert
- Rudolf von Diepholz (um 1400–1455), Bischof von Osnabrück
- Konrad III. (1424–1482), Bischof von Osnabrück
- Erich Hedemann (1567–1636), Braunschweig-Lüneburg. Kanzler in Celle
- Georg Moller (1784–1852), Architekt, Kunstschriftsteller, Kunsthistoriker
- Adolph von Voß (1788–1858), Jurist, Landrat und Politiker im Königreich Hannover
- Georg Albrecht (1815–1890), Richter
- Theodor Lindemann (1831–1903), Arzt, Geheimer Sanitätsrat und Klinikdirektor
- Adolf Prinzhorn (1847–1913), Chemiker und Industrieller
- Heinrich Prinzhorn (1862–1940), Schuldirektor
- Frieda Duensing (1864–1921), Begründerin der Jugendfürsorge in Deutschland
- Bernhard Engelke (1872–1958), Verfasser geschichtlicher Abhandlungen u. a. über die Grafen von Diepholz und ihre Münzen
- Wilhelm Kinghorst (1877–1947), ehem. Schulleiter (Graf Friedrich Schule, bis 1942), Heimatforscher und Buchautor
- Walther Uffenorde (1879–1947), HNO-Arzt in Göttingen, Bonn und Marburg
- Fritz Klatte (1880–1934), Wegbereiter der Thermoplaste/Polyvinylchlorid (PVC)
- Wilhelm Heile (1881–1969), deutscher FDP-Politiker, Landrat in Syke, Neubegründer der Europa-Union 1946
- Paul Heile (1884–1958), Politiker (FDP)

#### 1901–1950
- Eva Dittrich (1901–1998), Metallbildnermeisterin
- Werner Menke (1907–1993), Interpret und Musikwissenschaftler
- Hans-Helmut Gerstenhauer (1915–2014), Flugzeug- und PKW-Bauer, überquerte 1945 als erster Hubschrauberpilot den Ärmelkanal[27]
- Gerda Sautter de Hotzen (1921–2009), Bildhauerin
- Helmut Gehlker (1926–2009), Landwirtschaftsdirektor
- Horst Troche (1931–2014), Ingenieur
- Klaus Götte (1932–2009), Bank- und Industriemanager
- Günter Marten (1939–2013), Politiker (CDU)
- Falk Meyer (1942–2019), Leitender Baudirektor, Ehrenbürger von Stralsund
- Gerd Winter (* 1943), Rechtswissenschaftler, Hochschullehrer
- Zygfryd Kuchta (* 1944), polnischer Handballspieler und -trainer
- Hanna Jansen (* 1946), Kinder- und Jugendbuchautorin
- Karl-Heinz Münzner (* 1946), Generalmajor der Bundeswehr
- Hans-Heinrich Harms (* 1947), Ingenieur
- Monika Zimmermann (* 1949), Journalistin und Historikerin
- Inge Höger (* 1950), Politikerin (Die Linke)

#### Ab 1951
- Karen Buse (* 1953), Präsidentin des Hanseatischen Oberlandesgerichts Bremen
- Roger Trash (1959–2011), Rockmusiker und Buchautor
- Klaus Schlichte (* 1963), Politikwissenschaftler und Professor
- Martin Hintzen (* 1963), Schauspieler
- Ralf Hoffmann (* 1964), Generaloberstabsarzt
- Gabriele Kernke (* 1965), Illustratorin und Autorin
- Knuth Meyer-Soltau (* 1965), Politiker (AfD) und Rechtsanwalt
- Horst Evers (* 1967), Autor und Kabarettist
- Lutz Schumacher (* 1968), Journalist
- Marc Brummund (* 1970), Regisseur
- Arnd Arnold (* 1971), Rechtswissenschaftler
- Martin Grotjahn (* 1971), Ingenieur
- Claudia Ahlering (* 1972), Zeichnerin und Malerin
- Dirk Gieselmann (* 1978), Journalist, Kolumnist und Autor
- Nvie Motho (* 1985), Musiker
- Marie Curry (* 1986), Musikerin, Solo und in der Band Neonschwarz[28]
- Lorena Rae (* 1994), Model
- Marcel Haab (* 1998), Quadball Nationalspieler

### Weitere Persönlichkeiten
- Thea Hucke (1893–1970), Künstlerin und Malerin
- Hans Gerke (1915–1998), Pädagoge, Heimatforscher und Autor
- Hans-Albert Walter (1925–2005), Künstler, der insbesondere durch seine großformatigen Zahlenbilder bekannt geworden ist
- Uschi Krämer (1933–2010), Lehrerin, Journalistin und niederdeutsche Autorin
- Georg Reuter (1935–2003), Komponist der „modernen Klassik“
- Otto Lührs (* 1939), Physiker und Künstler
- Wilfried Gerke (* 1944), Pädagoge, Heimatforscher und Autor
- Klaus Seehafer (1947–2016), Diplom-Bibliothekar, Autor und Herausgeber; von 1976 bis 2005 Leiter der Stadtbibliothek und des Kommunalen Kinos in Diepholz
- Oliver Becker (* 1967), Filmregisseur, Autor und Produzent